# Serie A 2021-2022 (pallacanestro maschile)
La Serie A 2021-2022, denominata per ragioni di sponsorizzazione Serie A UnipolSai, è stata la centesima edizione del massimo campionato italiano di pallacanestro maschile. Il torneo è stato vinto dall'Olimpia Milano, al suo 29º titolo, che in finale ha battuto la Virtus Bologna, prendendosi la rivincita rispetto alla stagione precedente, quando la squadra felsinea si era imposta per 4-0.

## Stagione

### Novità
A sostituire Cantù e Virtus Roma, la prima retrocessa e la seconda ritirata la stagione precedente, ci sono Derthona e Napoli, formazioni vincenti dei rispettivi gironi playoff del 2020-2021 ed entrambe alla prima stagione in assoluto nella massima serie.

### Formula
La stagione regolare prevede che ogni squadra disputi 30 partite, giocando contro tutte le altre squadre due volte in un girone di andata ed uno di ritorno. Al termine verranno disputati dei play-off fra le migliori otto squadre in classifica. Al termine della stagione regolare le squadre classificate in 15ª e in 16ª posizione retrocederanno in Serie A2, mentre dalla serie cadetta saranno promosse due squadre, vincitrici dei due "gironi" dei play off (e finaliste del campionato).
Ad ogni squadra è concesso di avere in rosa 5 o 6 giocatori stranieri, scegliendo in alternativa una delle due seguenti soluzioni:
- massimo 5 giocatori stranieri provenienti da qualsiasi paese + almeno 5 giocatori di formazione italiana;
- 6 giocatori stranieri provenienti da qualsiasi paese + 6 giocatori di formazione italiana;

Scegliendo la formula del "5+5", la squadra accede ai premi distribuiti a fine anno; scegliendo invece la formula "6+6", il club non può competere per alcun premio e dovrà anche pagare una luxury-tax di 40.000 euro. I premi non vengono distribuiti alle due squadre retrocesse indipendentemente dalla formula utilizzata. La squadra che non iscrive a referto il numero minimo richiesto di giocatori di formazione italiana incorre a una sanzione di 50.000 euro e alla sconfitta a tavolino per 20-0.

### Avvenimenti
Con la crisi russo-ucraina, alcuni giocatori stranieri di squadre russe e ucraine escono dal proprio contratto diventando free-agent. Tra le squadre italiane che intervengono sul mercato vi sono la Virtus Bologna che riporta in italia Daniel Hackett e firma il georgiano Tornik'e Shengelia, entrambi provenienti dal CSKA Mosca, e la New Basket Brindisi ri-firma l'ex guardia americana D'Angelo Harrison, proveniente dalla squadra ucraina del Prometej. Il centro Miro Bilan, anch'esso proveniente dal Prometej, ritorna alla Dinamo Sassari.

## Squadre partecipanti
| Club              | Stagione | Città         | Palazzetto                         | Stagione precedente                                  |
| ----------------- | -------- | ------------- | ---------------------------------- | ---------------------------------------------------- |
| Aquila Trento     | dettagli | Trento        | BLM Group Arena                    | 8ª in Serie A                                        |
| Brescia           | dettagli | Brescia       | PalaLeonessa                       | 9ª in Serie A                                        |
| Derthona Basket   | dettagli | Tortona       | PalaFerraris (Casale Monferrato)   | 2ª nel girone Verde in Serie A2, promossa ai Playoff |
| Dinamo Sassari    | dettagli | Sassari       | PalaSerradimigni                   | 5ª in Serie A                                        |
| Fortitudo Bologna | dettagli | Bologna       | PalaDozza                          | 12ª in Serie A                                       |
| N.B. Brindisi     | dettagli | Brindisi      | PalaPentassuglia                   | 2ª in Serie A                                        |
| Napoli Basket     | dettagli | Napoli        | PalaBarbuto                        | 2ª nel girone Rosso in Serie A2, promossa ai Playoff |
| Olimpia Milano    | dettagli | Milano        | Mediolanum Forum (Assago)          | 1ª in Serie A                                        |
| Pall. Reggiana    | dettagli | Reggio Emilia | Unipol Arena (Casalecchio di Reno) | 11ª in Serie A                                       |
| Reyer Venezia     | dettagli | Venezia       | Palasport Taliercio                | 4ª in Serie A                                        |
| Pall. Trieste     | dettagli | Trieste       | Allianz Dome                       | 7ª in Serie A                                        |
| Universo Treviso  | dettagli | Treviso       | PalaVerde                          | 6ª in Serie A                                        |
| V.L. Pesaro       | dettagli | Pesaro        | Vitrifrigo Arena                   | 13ª in Serie A                                       |
| Vanoli Cremona    | dettagli | Cremona       | Palasport Mario Radi               | 10ª in Serie A                                       |
| Pall. Varese      | dettagli | Varese        | Enerxenia Arena                    | 14ª in Serie A                                       |
| Virtus Bologna    | dettagli | Bologna       | Virtus Segafredo Arena             | 3ª in Serie A, Campione                              |

### Allenatori e primatisti
Molte le panchine nuove, su tutte il campione d'Italia Aleksandar Đorđević che dopo tre anni lascia la guida della Virtus Bologna. Al suo posto torna ad allenare in Italia dopo otto anni Sergio Scariolo, lasciando lo staff dei Toronto Raptors con i quali ha vinto il titolo NBA nel 2019.
La Fortitudo firma un gradito ritorno, riportando Jasmin Repeša a Bologna dopo quindici stagioni.
Pesaro riporta in panchina una vecchia conoscenza come Aza Petrović, che nella stagione 87-88 giocò proprio per la formazione marchigiana, vincendo lo scudetto. 
A Sassari, dopo l'addio di Gianmarco Pozzecco entrato a far parte dello staff di Ettore Messina a Milano, viene firmato Demis Cavina, già allenatore della Dinamo nel biennio 2007-2009 in Serie A2, in uscita da Torino con la quale ha disputato le finali Playoff di Serie A2.
Trieste dopo undici anni si separa da Eugenio Dalmasson, al suo posto Franco Ciani.
Varese e Brescia non confermano rispettivamente Massimo Bulleri e Maurizio Buscaglia, affidandosi entrambe ad allenatori alla prima esperienza da capo allenatore in Serie A, Varese firma Adriano Vertemati, mentre Brescia raggiunge l'accordo con Alessandro Magro.
| Squadra           | Allenatore | Capitano                        | Cestista più presente                          | Miglior marcatore        |
| ----------------- | --- | ------------------------------- | ---------------------------------------------- | ------------------------ |
| Aquila Trento     | Emanuele Molin | Andrés Forray                   | Diego Flaccadori, Johnathan Williams (30)      | Diego Flaccadori (462)   |
| Brescia           | Alessandro Magro | David Moss                      | Christian Burns, Tommaso Laquintana (34)       | Naz Mitrou-Long (577)    |
| Derthona Basket   | Marco Ramondino | Riccardo Tavernelli             | Tyler Cain, Bruno Mascolo (37)                 | J.P. Macura (471)        |
| Dinamo Sassari    | Demis Cavina (1ª-8ª) Piero Bucchi (9ª-) | Giacomo Devecchi                | Jason Burnell, David Logan, Kaspar Treier (37) | Eimantas Bendžius (545)  |
| Fortitudo Bologna | Jasmin Repeša (1ª) Antimo Martino (2ª-) | Stefano Mancinelli              | Pietro Aradori (29)                            | Pietro Aradori (438)     |
| N.B. Brindisi     | Francesco Vitucci | Alessandro Zanelli              | Nick Perkins (30)                              | Nick Perkins (524)       |
| Napoli Basket     | Stefano Sacripanti (1ª-22ª) Maurizio Buscaglia (23ª-) | Lorenzo Uglietti                | Markis McDuffie, Lorenzo Uglietti (30)         | Markis McDuffie (419)    |
| Olimpia Milano    | Ettore Messina | Nicolò Melli / Sergio Rodríguez | Giampaolo Ricci (41)                           | Shavon Shields (354)     |
| Reggiana          | Attilio Caja | Leonardo Candi                  | Mikael Hopkins, Justin Johnson (33)            | Mikael Hopkins (435)     |
| Reyer Venezia     | Walter De Raffaele | Michael Bramos                  | Mitchell Watt (33)                             | Mitchell Watt (469)      |
| Trieste           | Franco Ciani | Daniele Cavaliero               | Andrejs Gražulis, Fabio Mian (30)              | Adrian Banks (485)       |
| Universo Treviso  | Massimiliano Menetti (1ª-25ª) Marcelo Nicola (26ª-) | Matteo Imbrò                    | Giordano Bortolani, Aaron Jones (30)           | Giordano Bortolani (354) |
| V.L. Pesaro       | Aza Petrović (1ª-4ª) Luca Banchi (5ª-) | Carlos Delfino                  | Tyrique Jones, Davide Moretti (33)             | Tyrique Jones (433)      |
| Vanoli Cremona    | Paolo Galbiati | Giuseppe Poeta                  | Tres Tinkle (30)                               | Tres Tinkle (385)        |
| Varese            | Adriano Vertemati (1ª-12ª) Johan Roijakkers (13ª) Alberto Seravalli (14ª) Adriano Vertemati (15ª) Johan Roijakkers (16ª-26ª) Giancarlo Ferrero (27ª) Alberto Seravalli (28ª-) | Giancarlo Ferrero               | Giovanni De Nicolao, Paulius Sorokas (30)      | Marcus Keene (355)       |
| Virtus Bologna    | Sergio Scariolo | Marco Belinelli                 | Kyle Weems (40)                                | Kyle Weems (456)         |

### Cambi di allenatore
| Squadra                    | Allenatore uscente   | Motivo     | Data              | Posto in classifica | Nuovo allenatore   | Data              |
| -------------------------- | -------------------- | ---------- | ----------------- | ------------------- | ------------------ | ----------------- |
| Fortitudo Kigili Bologna   | Jasmin Repeša        | Dimissioni | 26 settembre 2021 | 9ª (0-1)            | Antimo Martino     | 28 settembre 2021 |
| Carpegna Prosciutto Pesaro | Aza Petrović         | Dimissioni | 19 ottobre 2021   | 16ª (1-3)           | Luca Banchi        | 20 ottobre 2021   |
| Banco di Sardegna Sassari  | Demis Cavina         | Esonero    | 16 novembre 2021  | 12ª (3-5)           | Piero Bucchi       | 16 novembre 2021  |
| Openjobmetis Varese        | Adriano Vertemati    | Esonero    | 11 gennaio 2022   | 16ª (3-10)          | Johan Roijakkers   | 13 gennaio 2022   |
| GeVi Napoli                | Stefano Sacripanti   | Esonero    | 14 marzo 2022     | 13ª (8-13)          | Maurizio Buscaglia | 16 marzo 2022     |
| Nutribullet Treviso Basket | Massimiliano Menetti | Esonero    | 4 aprile 2022     | 14ª (9-14)          | Marcelo Nicola     | 5 aprile 2022     |
| Openjobmetis Varese        | Johan Roijakkers     | Esonero    | 14 aprile 2022    | 10ª (11-15)         | Alberto Seravalli  | 14 aprile 2022    |

## Stagione regolare

### Classifica
Aggiornata all'8 maggio 2022.
|  | Pos. | Squadra                       | PT | G  | V  | P  | PF   | PS   | Dif  | SD  |
|  | ---- | ----------------------------- | -- | -- | -- | -- | ---- | ---- | ---- | --- |
|  | 1.   | Virtus Segafredo Bologna      | 52 | 30 | 26 | 4  | 2666 | 2364 | +302 |     |
|  | 2.   | A\|X Armani Exchange Milano   | 48 | 30 | 24 | 6  | 2465 | 2155 | +310 |     |
|  | 3.   | Germani Brescia               | 42 | 30 | 21 | 9  | 2524 | 2310 | +214 |     |
|  | 4.   | Bertram Derthona Tortona      | 34 | 30 | 17 | 13 | 2418 | 2412 | +6   | 3-1 |
|  | 5.   | Umana Reyer Venezia           | 34 | 30 | 17 | 13 | 2331 | 2297 | +34  | 2-2 |
|  | 6.   | Banco di Sardegna Sassari     | 34 | 30 | 17 | 13 | 2541 | 2449 | +92  | 1-3 |
|  | 7.   | UNAHOTELS Reggio Emilia       | 30 | 30 | 15 | 15 | 2409 | 2401 | +8   |     |
|  | 8.   | Carpegna Prosciutto Pesaro    | 28 | 30 | 14 | 16 | 2408 | 2518 | -110 | +2  |
|  | 9.   | Allianz Pallacanestro Trieste | 28 | 30 | 14 | 16 | 2390 | 2464 | -74  | -2  |
|  | 10.  | Nutribullet Treviso Basket    | 24 | 30 | 12 | 18 | 2366 | 2509 | -143 | 3-1 |
|  | 11.  | Happy Casa Brindisi           | 24 | 30 | 12 | 18 | 2440 | 2499 | -59  | 2-2 |
|  | 12.  | Openjobmetis Varese           | 24 | 30 | 12 | 18 | 2470 | 2655 | -185 | 1-3 |
|  | 13.  | Dolomiti Energia Trentino     | 22 | 30 | 11 | 19 | 2345 | 2447 | -102 | +22 |
|  | 14.  | GeVi Napoli                   | 22 | 30 | 11 | 19 | 2393 | 2455 | -62  | -22 |
|  | 15.  | Fortitudo Kigili Bologna      | 18 | 30 | 9  | 21 | 2429 | 2511 | -82  |     |
|  | 16.  | Vanoli Basket Cremona         | 16 | 30 | 8  | 22 | 2386 | 2535 | -149 |     |

      Campione d'Italia.
      Ammesse ai playoff scudetto.
      Retrocesse in Serie A2
  Vincitrice del campionato italiano
  Vincitrice della Supercoppa italiana 2021
  Vincitrice della Coppa Italia 2022
In caso di parità tra due squadre si considera la differenza canestri degli scontri diretti, in caso di scarto nullo si considera il coefficiente canestri (PF/PS). In caso di parità fra tre o più squadre si procede al calcolo della classifica avulsa, prendendo in considerazione come primo elemento il totale degli scontri diretti tra le squadre interne alla classifica avulsa, in caso di parità interna tra due squadre si prosegue con le regole per la parità tra due squadre.
Note:

### Tabellone
|                   | BOF    | BOV    | BRE   | BRI    | CRE   | MIL   | NAP    | PES    | REG    | SAS     | TOR    | TNT     | TRV     | TRI     | VAR    | VEN   |
| ----------------- | ------ | ------ | ----- | ------ | ----- | ----- | ------ | ------ | ------ | ------- | ------ | ------- | ------- | ------- | ------ | ----- |
| Fortitudo Bologna |        | 82–85  | 86–93 | 67–73  | 85–83 | 75–86 | 56–64  | 87–66  | 80–81  | 84–103  | 74–92  | 89–69   | 83–70   | 96–60   | 101–94 | 77–91 |
| Virtus Bologna    | 76–70  |        | 79–57 | 90–82  | 79–71 | 83–65 | 86–75  | 88–75  | 78–70  | 102–100 | 101–83 | 95–88   | 84–66   | 94–79   | 97–56  | 81–77 |
| Brescia           | 97–81  | 74–103 |       | 88–67  | 86–73 | 82–74 | 98–88  | 110–78 | 99–64  | 97–86   | 77–79  | 86–62   | 101–78  | 87–76   | 102–71 | 80–69 |
| Brindisi          | 105–93 | 76–83  | 83–88 |        | 87–65 | 53–79 | 89–75  | 89–91  | 89–75  | 89–80   | 82–99  | 78–80   | 99–95   | 96–87   | 72–75  | 81–80 |
| Cremona           | 94–78  | 75–87  | 76–88 | 73–80  |       | 86–93 | 96–93  | 84–88  | 62–76  | 89–80   | 73–74  | 112–105 | 74–67   | 75–80   | 94–78  | 85–82 |
| Milano            | 74–64  | 102–99 | 76–62 | 92–87  | 70–61 |       | 90–67  | 91–57  | 84–74  | 79–50   | 72–60  | 93–72   | 85–55   | 102–84  | 95–77  | 93–68 |
| Napoli            | 86–89  | 92–89  | 68–70 | 79–69  | 91–88 | 63–73 |        | 84–85  | 82–85  | 72–78   | 82–79  | 72–81   | 82–70   | 89–82   | 74–82  | 76–81 |
| Pesaro            | 88–87  | 77–96  | 83–88 | 86–84  | 93–87 | 85–82 | 83–100 |        | 69–72  | 75–73   | 81–90  | 75–79   | 105–108 | 74–61   | 94–75  | 75–85 |
| Reggio Emilia     | 88–77  | 81–90  | 80–61 | 72–56  | 58–64 | 63–67 | 102–90 | 86–77  |        | 85–81   | 84–89  | 74–78   | 67–62   | 103–109 | 82–84  | 78–85 |
| Sassari           | 85–79  | 108–73 | 65–76 | 102–75 | 98–82 | 92–90 | 74–75  | 75–73  | 96–93  |         | 83–87  | 88–80   | 94–80   | 74–83   | 104–99 | 63–66 |
| Tortona           | 74–64  | 93–76  | 81–74 | 78–87  | 97–92 | 64–81 | 83–77  | 70–86  | 93–98  | 95–89   |        | 76–50   | 77–92   | 80–74   | 104–99 | 77–65 |
| Trento            | 84–77  | 88–102 | 78–72 | 96–78  | 84–68 | 73–79 | 85–72  | 82–83  | 69–87  | 66–74   | 85–80  |         | 75–79   | 75–74   | 84–90  | 81–94 |
| Treviso           | 93–99  | 76–113 | 69–94 | 96–90  | 96–83 | 80–74 | 67–77  | 63–73  | 86–76  | 64–71   | 72–70  | 78–73   |         | 88–94   | 96–78  | 80–76 |
| Trieste           | 77–85  | 81–92  | 80–72 | 84–82  | 84–72 | 71–68 | 77–75  | 89–78  | 83–85  | 75–89   | 88–57  | 70–69   | 84–83   |         | 70–86  | 65–78 |
| Varese            | 103–92 | 80–81  | 75–72 | 71–84  | 90–78 | 79–82 | 89–98  | 76–87  | 67–106 | 96–110  | 85–76  | 90–89   | 80–89   | 76–92   |        | 76–68 |
| Venezia           | 77–72  | 65–84  | 82–93 | 80–78  | 88–71 | 69–74 | 79–75  | 77–68  | 94–74  | 70–76   | 69–61  | 72–65   | 76–68   | 84–77   | 82–93  |       |

#### Punteggi in divenire
Aggiornati all'8 maggio 2022.
|                   | 1ª | 2ª | 3ª | 4ª | 5ª | 6ª | 7ª | 8ª | 9ª | 10ª | 11ª | 12ª | 13ª | 14ª | 15ª | 16ª | 17ª | 18ª | 19ª | 20ª | 21ª | 22ª | 23ª | 24ª | 25ª | 26ª | 27ª | 28ª | 29ª | 30ª |
| ----------------- | -- | -- | -- | -- | -- | -- | -- | -- | -- | --- | --- | --- | --- | --- | --- | --- | --- | --- | --- | --- | --- | --- | --- | --- | --- | --- | --- | --- | --- | --- |
| Fortitudo Bologna | 0  | 0  | 2  | 2  | 2  | 2  | 4  | 4  | 4  | 4   | 6   | 6   | 6   | 8   | 10  | 10  | 10  | 10  | 10  | 10  | 12  | 12  | 14  | 14  | 16  | 16  | 18  | 18  | 18  | 18  |
| Virtus Bologna    | 2  | 4  | 6  | 8  | 8  | 8  | 10 | 12 | 14 | 16  | 18  | 20  | 20  | 22  | 24  | 26  | 28  | 30  | 32  | 32  | 34  | 36  | 38  | 40  | 42  | 44  | 46  | 48  | 50  | 52  |
| Brescia           | 0  | 0  | 0  | 2  | 4  | 6  | 6  | 6  | 6  | 8   | 8   | 10  | 12  | 14  | 16  | 16  | 18  | 20  | 22  | 24  | 26  | 28  | 30  | 32  | 34  | 36  | 38  | 40  | 42  | 42  |
| Brindisi          | 0  | 2  | 4  | 6  | 8  | 10 | 12 | 12 | 12 | 12  | 12  | 14  | 14  | 14  | 16  | 16  | 16  | 16  | 18  | 20  | 20  | 20  | 22  | 22  | 22  | 22  | 22  | 24  | 24  | 24  |
| Cremona           | 0  | 2  | 2  | 4  | 4  | 6  | 6  | 6  | 6  | 6   | 6   | 6   | 6   | 6   | 8   | 8   | 10  | 10  | 10  | 12  | 12  | 12  | 12  | 14  | 14  | 14  | 14  | 14  | 14  | 16  |
| Milano            | 2  | 4  | 6  | 8  | 10 | 12 | 14 | 16 | 18 | 20  | 22  | 22  | 24  | 24  | 26  | 28  | 28  | 30  | 32  | 34  | 36  | 38  | 38  | 40  | 40  | 40  | 42  | 44  | 46  | 48  |
| Napoli            | 0  | 0  | 2  | 2  | 4  | 4  | 6  | 8  | 10 | 12  | 14  | 14  | 14  | 14  | 14  | 14  | 14  | 16  | 16  | 16  | 16  | 16  | 16  | 18  | 20  | 20  | 20  | 20  | 22  | 22  |
| Pesaro            | 0  | 2  | 2  | 2  | 2  | 2  | 2  | 2  | 4  | 6   | 8   | 8   | 10  | 12  | 12  | 14  | 14  | 14  | 16  | 16  | 16  | 18  | 20  | 20  | 22  | 24  | 24  | 26  | 26  | 28  |
| Reggio Emilia     | 2  | 4  | 4  | 4  | 6  | 6  | 6  | 6  | 8  | 8   | 10  | 12  | 12  | 14  | 14  | 16  | 16  | 18  | 18  | 20  | 22  | 24  | 26  | 26  | 26  | 26  | 26  | 26  | 28  | 30  |
| Sassari           | 2  | 2  | 4  | 6  | 6  | 6  | 6  | 6  | 6  | 6   | 8   | 10  | 12  | 14  | 14  | 16  | 16  | 18  | 20  | 22  | 24  | 24  | 24  | 26  | 28  | 28  | 28  | 30  | 32  | 34  |
| Tortona           | 0  | 2  | 2  | 4  | 4  | 6  | 6  | 8  | 8  | 10  | 10  | 12  | 14  | 16  | 16  | 18  | 20  | 20  | 20  | 22  | 22  | 24  | 26  | 26  | 26  | 28  | 30  | 30  | 32  | 34  |
| Trento            | 0  | 0  | 2  | 4  | 4  | 6  | 8  | 10 | 12 | 12  | 14  | 16  | 16  | 16  | 16  | 16  | 18  | 18  | 18  | 18  | 18  | 18  | 18  | 20  | 20  | 22  | 22  | 22  | 22  | 22  |
| Treviso           | 2  | 4  | 4  | 4  | 6  | 8  | 8  | 10 | 10 | 12  | 12  | 12  | 12  | 12  | 12  | 12  | 14  | 16  | 18  | 18  | 18  | 18  | 20  | 20  | 20  | 22  | 24  | 24  | 24  | 24  |
| Trieste           | 2  | 2  | 4  | 4  | 6  | 8  | 10 | 10 | 10 | 12  | 12  | 14  | 16  | 16  | 18  | 20  | 22  | 22  | 22  | 22  | 22  | 22  | 22  | 22  | 22  | 24  | 26  | 26  | 26  | 28  |
| Varese            | 2  | 2  | 2  | 2  | 2  | 2  | 2  | 4  | 6  | 6   | 6   | 6   | 8   | 10  | 10  | 10  | 12  | 14  | 14  | 16  | 18  | 20  | 20  | 20  | 22  | 22  | 22  | 24  | 24  | 24  |
| Venezia           | 2  | 2  | 2  | 2  | 4  | 4  | 6  | 8  | 10 | 10  | 10  | 10  | 12  | 12  | 14  | 16  | 16  | 16  | 18  | 18  | 20  | 22  | 22  | 24  | 26  | 28  | 30  | 32  | 34  | 34  |

Legenda:
Si assegnano due punti per vittoria e zero per sconfitta. Non è contemplato il pareggio.
       Vittoria
       Sconfitta
       Annullata

#### Classifica in divenire
Aggiornata all'8 maggio 2022.
|                   | 1ª | 2ª | 3ª | 4ª | 5ª | 6ª | 7ª | 8ª | 9ª | 10ª | 11ª | 12ª | 13ª | 14ª | 15ª | 16ª | 17ª | 18ª | 19ª | 20ª | 21ª | 22ª | 23ª | 24ª | 25ª | 26ª | 27ª | 28ª | 29ª | 30ª |
| ----------------- | -- | -- | -- | -- | -- | -- | -- | -- | -- | --- | --- | --- | --- | --- | --- | --- | --- | --- | --- | --- | --- | --- | --- | --- | --- | --- | --- | --- | --- | --- |
| Fortitudo Bologna | 9  | 14 | 10 | 11 | 14 | 14 | 14 | 14 | 15 | 16  | 15  | 15  | 16  | 15  | 14  | 14  | 16  | 16  | 16  | 16  | 16  | 16  | 15  | 16  | 15  | 15  | 15  | 15  | 15  | 15  |
| Virtus Bologna    | 3  | 1  | 1  | 1  | 2  | 3  | 3  | 2  | 2  | 2   | 2   | 2   | 2   | 2   | 2   | 2   | 2   | 2   | 2   | 2   | 2   | 2   | 2   | 2   | 1   | 1   | 1   | 1   | 1   | 1   |
| Brescia           | 12 | 13 | 16 | 13 | 11 | 8  | 8  | 10 | 13 | 11  | 11  | 10  | 8   | 7   | 5   | 5   | 6   | 5   | 4   | 3   | 3   | 3   | 3   | 3   | 3   | 3   | 3   | 3   | 3   | 3   |
| Brindisi          | 10 | 7  | 4  | 3  | 3  | 2  | 2  | 3  | 4  | 7   | 7   | 6   | 6   | 9   | 7   | 10  | 9   | 9   | 9   | 8   | 9   | 9   | 9   | 9   | 11  | 12  | 13  | 11  | 11  | 11  |
| Cremona           | 16 | 12 | 11 | 9  | 13 | 9  | 9  | 11 | 11 | 14  | 14  | 14  | 15  | 16  | 16  | 16  | 15  | 15  | 15  | 15  | 15  | 15  | 16  | 15  | 16  | 16  | 16  | 16  | 16  | 16  |
| Milano            | 4  | 2  | 2  | 2  | 1  | 1  | 1  | 1  | 1  | 1   | 1   | 1   | 1   | 1   | 1   | 1   | 1   | 1   | 1   | 1   | 1   | 1   | 1   | 1   | 2   | 2   | 2   | 2   | 2   | 2   |
| Napoli            | 13 | 15 | 12 | 15 | 12 | 12 | 12 | 7  | 5  | 4   | 3   | 5   | 5   | 8   | 11  | 11  | 11  | 11  | 12  | 12  | 13  | 14  | 14  | 14  | 13  | 14  | 14  | 14  | 14  | 14  |
| Pesaro            | 11 | 6  | 15 | 16 | 16 | 16 | 15 | 16 | 16 | 12  | 13  | 13  | 13  | 12  | 12  | 12  | 12  | 13  | 13  | 13  | 14  | 13  | 10  | 11  | 8   | 8   | 9   | 9   | 8   | 8   |
| Reggio Emilia     | 8  | 4  | 7  | 8  | 6  | 11 | 13 | 13 | 9  | 10  | 10  | 8   | 12  | 6   | 10  | 9   | 10  | 8   | 11  | 7   | 5   | 6   | 4   | 5   | 7   | 7   | 8   | 7   | 7   | 7   |
| Sassari           | 6  | 8  | 5  | 4  | 4  | 10 | 11 | 12 | 14 | 13  | 12  | 11  | 9   | 10  | 8   | 7   | 7   | 6   | 6   | 6   | 4   | 5   | 6   | 6   | 4   | 5   | 6   | 6   | 6   | 6   |
| Tortona           | 15 | 10 | 13 | 10 | 10 | 7  | 10 | 9  | 10 | 9   | 9   | 9   | 7   | 5   | 6   | 4   | 4   | 4   | 5   | 5   | 7   | 4   | 5   | 4   | 6   | 4   | 4   | 5   | 5   | 4   |
| Trento            | 14 | 16 | 9  | 5  | 8  | 6  | 6  | 6  | 3  | 6   | 4   | 3   | 4   | 4   | 4   | 6   | 5   | 7   | 10  | 11  | 12  | 12  | 13  | 13  | 12  | 13  | 12  | 13  | 13  | 13  |
| Treviso           | 2  | 3  | 6  | 6  | 7  | 4  | 5  | 4  | 8  | 5   | 6   | 7   | 10  | 13  | 13  | 13  | 13  | 12  | 7   | 9   | 10  | 11  | 11  | 10  | 14  | 10  | 10  | 10  | 10  | 10  |
| Trieste           | 7  | 9  | 3  | 7  | 5  | 5  | 4  | 5  | 7  | 3   | 5   | 4   | 3   | 3   | 3   | 3   | 3   | 3   | 3   | 4   | 6   | 8   | 8   | 8   | 9   | 9   | 7   | 8   | 9   | 9   |
| Varese            | 5  | 11 | 14 | 12 | 15 | 15 | 16 | 15 | 12 | 15  | 16  | 16  | 14  | 14  | 15  | 15  | 14  | 14  | 14  | 14  | 11  | 10  | 12  | 12  | 10  | 11  | 11  | 12  | 12  | 12  |
| Venezia           | 1  | 5  | 8  | 14 | 9  | 13 | 7  | 8  | 6  | 8   | 8   | 12  | 11  | 11  | 9   | 8   | 8   | 10  | 8   | 10  | 8   | 7   | 7   | 7   | 5   | 6   | 5   | 4   | 4   | 5   |

Legenda:
       Prima classificata
       Qualificate ai playoff scudetto
       Retrocesse in Serie A2

### Calendario

#### Girone di andata
|         | 1ª giornata                                            |        |
|         |                                                        |        |
| 25 set. | GeVi Napoli - Armani Exchange Milano                   | 63-73  |
| 26 set. | Banco di Sardegna Sassari - Carpegna Prosciutto Pesaro | 75-73  |
| 26 set. | Allianz Pallacanestro Trieste - Happy Casa Brindisi    | 84-82  |
| 26 set. | Dolomiti Energia Trentino - Virtus Segafredo Bologna   | 88-102 |
| 26 set. | Fortitudo Kigili Bologna - UNAHOTELS Reggio Emilia     | 80-81  |
| 26 set. | Openjobmetis Varese - Germani Brescia                  | 75-72  |
| 26 set. | Umana Reyer Venezia - Vanoli Basket Cremona            | 88-71  |
| 26 set. | Bertram Derthona Tortona - Nutribullet Treviso Basket  | 77-92  |

|        | 2ª giornata                                                |        |
|        |                                                            |        |
| 2 ott. | Happy Casa Brindisi - Banco di Sardegna Sassari            | 89-80  |
| 2 ott. | Nutribullet Treviso Basket - Umana Reyer Venezia           | 80-76  |
| 3 ott. | Germani Brescia - Bertram Derthona Tortona                 | 77-79  |
| 3 ott. | Armani Exchange Milano - Dolomiti Energia Trentino         | 93-72  |
| 3 ott. | Virtus Segafredo Bologna - Openjobmetis Varese             | 97-56  |
| 3 ott. | Vanoli Basket Cremona - Fortitudo Kigili Bologna           | 94-78  |
| 3 ott. | UNAHOTELS Reggio Emilia - GeVi Napoli                      | 102-90 |
| 6 ott. | Carpegna Prosciutto Pesaro - Allianz Pallacanestro Trieste | 74-61  |

|         | 3ª giornata                                           |       |
|         |                                                       |       |
| 9 ott.  | Dolomiti Energia Trentino - Vanoli Basket Cremona     | 84-68 |
| 9 ott.  | Bertram Derthona Tortona - Happy Casa Brindisi        | 78-87 |
| 10 ott. | Openjobmetis Varese - Armani Exchange Milano          | 79-82 |
| 10 ott. | Umana Reyer Venezia - Virtus Segafredo Bologna        | 65-84 |
| 10 ott. | Banco di Sardegna Sassari - UNAHOTELS Reggio Emilia   | 96-93 |
| 10 ott. | GeVi Napoli - Nutribullet Treviso Basket              | 82-70 |
| 10 ott. | Allianz Pallacanestro Trieste - Germani Brescia       | 80-72 |
| 10 ott. | Fortitudo Kigili Bologna - Carpegna Prosciutto Pesaro | 87-66 |

|         | 1ª giornata                                            |        |
|         |                                                        |        |
| 25 set. | GeVi Napoli - Armani Exchange Milano                   | 63-73  |
| 26 set. | Banco di Sardegna Sassari - Carpegna Prosciutto Pesaro | 75-73  |
| 26 set. | Allianz Pallacanestro Trieste - Happy Casa Brindisi    | 84-82  |
| 26 set. | Dolomiti Energia Trentino - Virtus Segafredo Bologna   | 88-102 |
| 26 set. | Fortitudo Kigili Bologna - UNAHOTELS Reggio Emilia     | 80-81  |
| 26 set. | Openjobmetis Varese - Germani Brescia                  | 75-72  |
| 26 set. | Umana Reyer Venezia - Vanoli Basket Cremona            | 88-71  |
| 26 set. | Bertram Derthona Tortona - Nutribullet Treviso Basket  | 77-92  |

|        | 2ª giornata                                                |        |
|        |                                                            |        |
| 2 ott. | Happy Casa Brindisi - Banco di Sardegna Sassari            | 89-80  |
| 2 ott. | Nutribullet Treviso Basket - Umana Reyer Venezia           | 80-76  |
| 3 ott. | Germani Brescia - Bertram Derthona Tortona                 | 77-79  |
| 3 ott. | Armani Exchange Milano - Dolomiti Energia Trentino         | 93-72  |
| 3 ott. | Virtus Segafredo Bologna - Openjobmetis Varese             | 97-56  |
| 3 ott. | Vanoli Basket Cremona - Fortitudo Kigili Bologna           | 94-78  |
| 3 ott. | UNAHOTELS Reggio Emilia - GeVi Napoli                      | 102-90 |
| 6 ott. | Carpegna Prosciutto Pesaro - Allianz Pallacanestro Trieste | 74-61  |

|         | 3ª giornata                                           |       |
|         |                                                       |       |
| 9 ott.  | Dolomiti Energia Trentino - Vanoli Basket Cremona     | 84-68 |
| 9 ott.  | Bertram Derthona Tortona - Happy Casa Brindisi        | 78-87 |
| 10 ott. | Openjobmetis Varese - Armani Exchange Milano          | 79-82 |
| 10 ott. | Umana Reyer Venezia - Virtus Segafredo Bologna        | 65-84 |
| 10 ott. | Banco di Sardegna Sassari - UNAHOTELS Reggio Emilia   | 96-93 |
| 10 ott. | GeVi Napoli - Nutribullet Treviso Basket              | 82-70 |
| 10 ott. | Allianz Pallacanestro Trieste - Germani Brescia       | 80-72 |
| 10 ott. | Fortitudo Kigili Bologna - Carpegna Prosciutto Pesaro | 87-66 |

|         | 4ª giornata                                              |        |
|         |                                                          |        |
| 15 ott. | Happy Casa Brindisi - Fortitudo Kigili Bologna           | 105-93 |
| 16 ott. | UNAHOTELS Reggio Emilia - Dolomiti Energia Trentino      | 74-78  |
| 16 ott. | Virtus Segafredo Bologna - Allianz Pallacanestro Trieste | 94-79  |
| 17 ott. | Nutribullet Treviso Basket - Banco di Sardegna Sassari   | 64-71  |
| 17 ott. | Carpegna Prosciutto Pesaro - Bertram Derthona Tortona    | 81-90  |
| 17 ott. | Germani Brescia - GeVi Napoli                            | 98-88  |
| 17 ott. | Vanoli Basket Cremona - Openjobmetis Varese              | 94-78  |
| 17 ott. | Armani Exchange Milano - Umana Reyer Venezia             | 93-68  |

|         | 5ª giornata                                              |        |
|         |                                                          |        |
| 23 ott. | Fortitudo Kigili Bologna - Armani Exchange Milano        | 75-86  |
| 23 ott. | Vanoli Basket Cremona - Happy Casa Brindisi              | 73-80  |
| 23 ott. | Umana Reyer Venezia - Carpegna Prosciutto Pesaro         | 77-68  |
| 24 ott. | GeVi Napoli - Virtus Segafredo Bologna                   | 92-89  |
| 24 ott. | Dolomiti Energia Trentino - Nutribullet Treviso Basket   | 75-79  |
| 24 ott. | Allianz Pallacanestro Trieste - Bertram Derthona Tortona | 88-57  |
| 24 ott. | Openjobmetis Varese - UNAHOTELS Reggio Emilia            | 67-106 |
| 24 ott. | Banco di Sardegna Sassari - Germani Brescia              | 65-76  |

|         | 6ª giornata                                            |       |
|         |                                                        |       |
| 30 ott. | Happy Casa Brindisi - Umana Reyer Venezia              | 81-80 |
| 30 ott. | Bertram Derthona Tortona - Virtus Segafredo Bologna    | 93-76 |
| 30 ott. | Allianz Pallacanestro Trieste - GeVi Napoli            | 77-75 |
| 31 ott. | UNAHOTELS Reggio Emilia - Vanoli Basket Cremona        | 58-64 |
| 31 ott. | Armani Exchange Milano - Banco di Sardegna Sassari     | 79-50 |
| 31 ott. | Germani Brescia - Fortitudo Kigili Bologna             | 97-81 |
| 31 ott. | Carpegna Prosciutto Pesaro - Dolomiti Energia Trentino | 75-79 |
| 31 ott. | Nutribullet Treviso Basket - Openjobmetis Varese       | 96-78 |

|         | 4ª giornata                                              |        |
|         |                                                          |        |
| 15 ott. | Happy Casa Brindisi - Fortitudo Kigili Bologna           | 105-93 |
| 16 ott. | UNAHOTELS Reggio Emilia - Dolomiti Energia Trentino      | 74-78  |
| 16 ott. | Virtus Segafredo Bologna - Allianz Pallacanestro Trieste | 94-79  |
| 17 ott. | Nutribullet Treviso Basket - Banco di Sardegna Sassari   | 64-71  |
| 17 ott. | Carpegna Prosciutto Pesaro - Bertram Derthona Tortona    | 81-90  |
| 17 ott. | Germani Brescia - GeVi Napoli                            | 98-88  |
| 17 ott. | Vanoli Basket Cremona - Openjobmetis Varese              | 94-78  |
| 17 ott. | Armani Exchange Milano - Umana Reyer Venezia             | 93-68  |

|         | 5ª giornata                                              |        |
|         |                                                          |        |
| 23 ott. | Fortitudo Kigili Bologna - Armani Exchange Milano        | 75-86  |
| 23 ott. | Vanoli Basket Cremona - Happy Casa Brindisi              | 73-80  |
| 23 ott. | Umana Reyer Venezia - Carpegna Prosciutto Pesaro         | 77-68  |
| 24 ott. | GeVi Napoli - Virtus Segafredo Bologna                   | 92-89  |
| 24 ott. | Dolomiti Energia Trentino - Nutribullet Treviso Basket   | 75-79  |
| 24 ott. | Allianz Pallacanestro Trieste - Bertram Derthona Tortona | 88-57  |
| 24 ott. | Openjobmetis Varese - UNAHOTELS Reggio Emilia            | 67-106 |
| 24 ott. | Banco di Sardegna Sassari - Germani Brescia              | 65-76  |

|         | 6ª giornata                                            |       |
|         |                                                        |       |
| 30 ott. | Happy Casa Brindisi - Umana Reyer Venezia              | 81-80 |
| 30 ott. | Bertram Derthona Tortona - Virtus Segafredo Bologna    | 93-76 |
| 30 ott. | Allianz Pallacanestro Trieste - GeVi Napoli            | 77-75 |
| 31 ott. | UNAHOTELS Reggio Emilia - Vanoli Basket Cremona        | 58-64 |
| 31 ott. | Armani Exchange Milano - Banco di Sardegna Sassari     | 79-50 |
| 31 ott. | Germani Brescia - Fortitudo Kigili Bologna             | 97-81 |
| 31 ott. | Carpegna Prosciutto Pesaro - Dolomiti Energia Trentino | 75-79 |
| 31 ott. | Nutribullet Treviso Basket - Openjobmetis Varese       | 96-78 |

|        | 7ª giornata                                               |       |
|        |                                                           |       |
| 6 nov. | Dolomiti Energia Trentino - Germani Brescia               | 78-72 |
| 6 nov. | Virtus Segafredo Bologna - Carpegna Prosciutto Pesaro     | 88-75 |
| 6 nov. | Banco di Sardegna Sassari - Allianz Pallacanestro Trieste | 74-83 |
| 7 nov. | Fortitudo Kigili Bologna - Nutribullet Treviso Basket     | 83-70 |
| 7 nov. | Vanoli Basket Cremona - Armani Exchange Milano            | 86-93 |
| 7 nov. | Umana Reyer Venezia - UNAHOTELS Reggio Emilia             | 94-74 |
| 7 nov. | Openjobmetis Varese - Happy Casa Brindisi                 | 71-84 |
| 7 nov. | GeVi Napoli - Bertram Derthona Tortona                    | 82-79 |

|         | 8ª giornata                                          |        |
|         |                                                      |        |
| 13 nov. | Happy Casa Brindisi - Dolomiti Energia Trentino      | 78-80  |
| 13 nov. | Carpegna Prosciutto Pesaro - GeVi Napoli             | 83-100 |
| 14 nov. | Germani Brescia - Virtus Segafredo Bologna           | 74-103 |
| 14 nov. | Fortitudo Kigili Bologna - Umana Reyer Venezia       | 77-91  |
| 14 nov. | Bertram Derthona Tortona - Banco di Sardegna Sassari | 95-89  |
| 14 nov. | Armani Exchange Milano - UNAHOTELS Reggio Emilia     | 84-74  |
| 14 nov. | Nutribullet Treviso Basket - Vanoli Basket Cremona   | 96-83  |
| 14 nov. | Allianz Pallacanestro Trieste - Openjobmetis Varese  | 70-86  |

|         | 9ª giornata                                          |       |
|         |                                                      |       |
| 20 nov. | Openjobmetis Varese - Bertram Derthona Tortona       | 85-76 |
| 21 nov. | Umana Reyer Venezia - Allianz Pallacanestro Trieste  | 84-77 |
| 21 nov. | Armani Exchange Milano - Nutribullet Treviso Basket  | 85-55 |
| 21 nov. | Dolomiti Energia Trentino - Fortitudo Kigili Bologna | 84-77 |
| 21 nov. | UNAHOTELS Reggio Emilia - Germani Brescia            | 80-61 |
| 21 nov. | Banco di Sardegna Sassari - GeVi Napoli              | 74-75 |
| 21 nov. | Virtus Segafredo Bologna - Happy Casa Brindisi       | 90-82 |
| 21 nov. | Vanoli Basket Cremona - Carpegna Prosciutto Pesaro   | 94-88 |

|        | 7ª giornata                                               |       |
|        |                                                           |       |
| 6 nov. | Dolomiti Energia Trentino - Germani Brescia               | 78-72 |
| 6 nov. | Virtus Segafredo Bologna - Carpegna Prosciutto Pesaro     | 88-75 |
| 6 nov. | Banco di Sardegna Sassari - Allianz Pallacanestro Trieste | 74-83 |
| 7 nov. | Fortitudo Kigili Bologna - Nutribullet Treviso Basket     | 83-70 |
| 7 nov. | Vanoli Basket Cremona - Armani Exchange Milano            | 86-93 |
| 7 nov. | Umana Reyer Venezia - UNAHOTELS Reggio Emilia             | 94-74 |
| 7 nov. | Openjobmetis Varese - Happy Casa Brindisi                 | 71-84 |
| 7 nov. | GeVi Napoli - Bertram Derthona Tortona                    | 82-79 |

|         | 8ª giornata                                          |        |
|         |                                                      |        |
| 13 nov. | Happy Casa Brindisi - Dolomiti Energia Trentino      | 78-80  |
| 13 nov. | Carpegna Prosciutto Pesaro - GeVi Napoli             | 83-100 |
| 14 nov. | Germani Brescia - Virtus Segafredo Bologna           | 74-103 |
| 14 nov. | Fortitudo Kigili Bologna - Umana Reyer Venezia       | 77-91  |
| 14 nov. | Bertram Derthona Tortona - Banco di Sardegna Sassari | 95-89  |
| 14 nov. | Armani Exchange Milano - UNAHOTELS Reggio Emilia     | 84-74  |
| 14 nov. | Nutribullet Treviso Basket - Vanoli Basket Cremona   | 96-83  |
| 14 nov. | Allianz Pallacanestro Trieste - Openjobmetis Varese  | 70-86  |

|         | 9ª giornata                                          |       |
|         |                                                      |       |
| 20 nov. | Openjobmetis Varese - Bertram Derthona Tortona       | 85-76 |
| 21 nov. | Umana Reyer Venezia - Allianz Pallacanestro Trieste  | 84-77 |
| 21 nov. | Armani Exchange Milano - Nutribullet Treviso Basket  | 85-55 |
| 21 nov. | Dolomiti Energia Trentino - Fortitudo Kigili Bologna | 84-77 |
| 21 nov. | UNAHOTELS Reggio Emilia - Germani Brescia            | 80-61 |
| 21 nov. | Banco di Sardegna Sassari - GeVi Napoli              | 74-75 |
| 21 nov. | Virtus Segafredo Bologna - Happy Casa Brindisi       | 90-82 |
| 21 nov. | Vanoli Basket Cremona - Carpegna Prosciutto Pesaro   | 94-88 |

|        | 10ª giornata                                              |         |
|        |                                                           |         |
| 4 dic. | Germani Brescia - Umana Reyer Venezia                     | 80-69   |
| 5 dic. | Allianz Pallacanestro Trieste - Dolomiti Energia Trentino | 70-69   |
| 5 dic. | Happy Casa Brindisi - Armani Exchange Milano              | 53-79   |
| 5 dic. | Virtus Segafredo Bologna - Banco di Sardegna Sassari      | 102-100 |
| 5 dic. | Nutribullet Treviso Basket - UNAHOTELS Reggio Emilia      | 86-76   |
| 5 dic. | Carpegna Prosciutto Pesaro - Openjobmetis Varese          | 94-75   |
| 5 dic. | GeVi Napoli - Vanoli Basket Cremona                       | 91-88   |
| 5 dic. | Bertram Derthona Tortona - Fortitudo Kigili Bologna       | 74-64   |

|         | 11ª giornata                                             |       |
|         |                                                          |       |
| 11 dic. | Nutribullet Treviso Basket - Carpegna Prosciutto Pesaro  | 63-73 |
| 12 dic. | Openjobmetis Varese - GeVi Napoli                        | 89-98 |
| 12 dic. | Armani Exchange Milano - Germani Brescia                 | 76-62 |
| 12 dic. | Dolomiti Energia Trentino - Bertram Derthona Tortona     | 85-80 |
| 12 dic. | UNAHOTELS Reggio Emilia - Happy Casa Brindisi            | 72-56 |
| 12 dic. | Vanoli Basket Cremona - Virtus Segafredo Bologna         | 75-87 |
| 12 dic. | Umana Reyer Venezia - Banco di Sardegna Sassari          | 70-76 |
| 13 dic. | Fortitudo Kigili Bologna - Allianz Pallacanestro Trieste | 96-60 |

|         | 12ª giornata                                           |        |
|         |                                                        |        |
| 18 dic. | Bertram Derthona Tortona - Umana Reyer Venezia         | 77-65  |
| 19 dic. | Allianz Pallacanestro Trieste - Armani Exchange Milano | 71-68  |
| 19 dic. | GeVi Napoli - Dolomiti Energia Trentino                | 72-81  |
| 19 dic. | Virtus Segafredo Bologna - Fortitudo Kigili Bologna    | 76-70  |
| 19 dic. | Carpegna Prosciutto Pesaro - UNAHOTELS Reggio Emilia   | 69-72  |
| 19 dic. | Banco di Sardegna Sassari - Openjobmetis Varese        | 104-99 |
| 19 dic. | Germani Brescia - Vanoli Basket Cremona                | 86-73  |
| 19 dic. | Happy Casa Brindisi - Nutribullet Treviso Basket       | 99-95  |

|        | 10ª giornata                                              |         |
|        |                                                           |         |
| 4 dic. | Germani Brescia - Umana Reyer Venezia                     | 80-69   |
| 5 dic. | Allianz Pallacanestro Trieste - Dolomiti Energia Trentino | 70-69   |
| 5 dic. | Happy Casa Brindisi - Armani Exchange Milano              | 53-79   |
| 5 dic. | Virtus Segafredo Bologna - Banco di Sardegna Sassari      | 102-100 |
| 5 dic. | Nutribullet Treviso Basket - UNAHOTELS Reggio Emilia      | 86-76   |
| 5 dic. | Carpegna Prosciutto Pesaro - Openjobmetis Varese          | 94-75   |
| 5 dic. | GeVi Napoli - Vanoli Basket Cremona                       | 91-88   |
| 5 dic. | Bertram Derthona Tortona - Fortitudo Kigili Bologna       | 74-64   |

|         | 11ª giornata                                             |       |
|         |                                                          |       |
| 11 dic. | Nutribullet Treviso Basket - Carpegna Prosciutto Pesaro  | 63-73 |
| 12 dic. | Openjobmetis Varese - GeVi Napoli                        | 89-98 |
| 12 dic. | Armani Exchange Milano - Germani Brescia                 | 76-62 |
| 12 dic. | Dolomiti Energia Trentino - Bertram Derthona Tortona     | 85-80 |
| 12 dic. | UNAHOTELS Reggio Emilia - Happy Casa Brindisi            | 72-56 |
| 12 dic. | Vanoli Basket Cremona - Virtus Segafredo Bologna         | 75-87 |
| 12 dic. | Umana Reyer Venezia - Banco di Sardegna Sassari          | 70-76 |
| 13 dic. | Fortitudo Kigili Bologna - Allianz Pallacanestro Trieste | 96-60 |

|         | 12ª giornata                                           |        |
|         |                                                        |        |
| 18 dic. | Bertram Derthona Tortona - Umana Reyer Venezia         | 77-65  |
| 19 dic. | Allianz Pallacanestro Trieste - Armani Exchange Milano | 71-68  |
| 19 dic. | GeVi Napoli - Dolomiti Energia Trentino                | 72-81  |
| 19 dic. | Virtus Segafredo Bologna - Fortitudo Kigili Bologna    | 76-70  |
| 19 dic. | Carpegna Prosciutto Pesaro - UNAHOTELS Reggio Emilia   | 69-72  |
| 19 dic. | Banco di Sardegna Sassari - Openjobmetis Varese        | 104-99 |
| 19 dic. | Germani Brescia - Vanoli Basket Cremona                | 86-73  |
| 19 dic. | Happy Casa Brindisi - Nutribullet Treviso Basket       | 99-95  |

|         | 13ª giornata                                          |        |
|         |                                                       |        |
| 26 dic. | Happy Casa Brindisi - Carpegna Prosciutto Pesaro      | 89-91  |
| 27 dic. | Nutribullet Treviso Basket - Germani Brescia          | 69-94  |
| 5 gen.  | Armani Exchange Milano - Virtus Segafredo Bologna     | 102-99 |
| 5 gen.  | Umana Reyer Venezia - GeVi Napoli                     | 79-75  |
| 6 gen.  | UNAHOTELS Reggio Emilia - Bertram Derthona Tortona    | 84-89  |
| 12 gen. | Vanoli Basket Cremona - Allianz Pallacanestro Trieste | 75-80  |
| 12 gen. | Fortitudo Kigili Bologna - Banco di Sardegna Sassari  | 84-103 |
| 28 gen. | Dolomiti Energia Trentino - Openjobmetis Varese       | 84-90  |

|         | 14ª giornata                                            |       |
|         |                                                         |       |
| 15 gen. | Bertram Derthona Tortona - Vanoli Basket Cremona        | 97-92 |
| 15 gen. | Virtus Segafredo Bologna - Nutribullet Treviso Basket   | 84-66 |
| 15 gen. | Openjobmetis Varese - Umana Reyer Venezia               | 76-68 |
| 16 gen. | Carpegna Prosciutto Pesaro - Armani Exchange Milano     | 85-82 |
| 16 gen. | Banco di Sardegna Sassari - Dolomiti Energia Trentino   | 88-80 |
| 16 gen. | GeVi Napoli - Fortitudo Kigili Bologna                  | 86-89 |
| 16 gen. | Germani Brescia - Happy Casa Brindisi                   | 88-67 |
| 16 gen. | Allianz Pallacanestro Trieste - UNAHOTELS Reggio Emilia | 83-85 |

|         | 15ª giornata                                               |        |
|         |                                                            |        |
| 8 gen.  | Dolomiti Energia Trentino - Umana Reyer Venezia            | 81-94  |
| 9 gen.  | Vanoli Basket Cremona - Banco di Sardegna Sassari          | 89-80  |
| 9 gen.  | Armani Exchange Milano - Bertram Derthona Tortona          | 72-60  |
| 9 gen.  | UNAHOTELS Reggio Emilia - Virtus Segafredo Bologna         | 81-90  |
| 9 gen.  | Fortitudo Kigili Bologna - Openjobmetis Varese             | 101-94 |
| 19 gen. | Happy Casa Brindisi - GeVi Napoli                          | 89-75  |
| 20 gen. | Germani Brescia - Carpegna Prosciutto Pesaro               | 110-78 |
| 3 feb.  | Nutribullet Treviso Basket - Allianz Pallacanestro Trieste | 88-94  |

|         | 13ª giornata                                          |        |
|         |                                                       |        |
| 26 dic. | Happy Casa Brindisi - Carpegna Prosciutto Pesaro      | 89-91  |
| 27 dic. | Nutribullet Treviso Basket - Germani Brescia          | 69-94  |
| 5 gen.  | Armani Exchange Milano - Virtus Segafredo Bologna     | 102-99 |
| 5 gen.  | Umana Reyer Venezia - GeVi Napoli                     | 79-75  |
| 6 gen.  | UNAHOTELS Reggio Emilia - Bertram Derthona Tortona    | 84-89  |
| 12 gen. | Vanoli Basket Cremona - Allianz Pallacanestro Trieste | 75-80  |
| 12 gen. | Fortitudo Kigili Bologna - Banco di Sardegna Sassari  | 84-103 |
| 28 gen. | Dolomiti Energia Trentino - Openjobmetis Varese       | 84-90  |

|         | 14ª giornata                                            |       |
|         |                                                         |       |
| 15 gen. | Bertram Derthona Tortona - Vanoli Basket Cremona        | 97-92 |
| 15 gen. | Virtus Segafredo Bologna - Nutribullet Treviso Basket   | 84-66 |
| 15 gen. | Openjobmetis Varese - Umana Reyer Venezia               | 76-68 |
| 16 gen. | Carpegna Prosciutto Pesaro - Armani Exchange Milano     | 85-82 |
| 16 gen. | Banco di Sardegna Sassari - Dolomiti Energia Trentino   | 88-80 |
| 16 gen. | GeVi Napoli - Fortitudo Kigili Bologna                  | 86-89 |
| 16 gen. | Germani Brescia - Happy Casa Brindisi                   | 88-67 |
| 16 gen. | Allianz Pallacanestro Trieste - UNAHOTELS Reggio Emilia | 83-85 |

|         | 15ª giornata                                               |        |
|         |                                                            |        |
| 8 gen.  | Dolomiti Energia Trentino - Umana Reyer Venezia            | 81-94  |
| 9 gen.  | Vanoli Basket Cremona - Banco di Sardegna Sassari          | 89-80  |
| 9 gen.  | Armani Exchange Milano - Bertram Derthona Tortona          | 72-60  |
| 9 gen.  | UNAHOTELS Reggio Emilia - Virtus Segafredo Bologna         | 81-90  |
| 9 gen.  | Fortitudo Kigili Bologna - Openjobmetis Varese             | 101-94 |
| 19 gen. | Happy Casa Brindisi - GeVi Napoli                          | 89-75  |
| 20 gen. | Germani Brescia - Carpegna Prosciutto Pesaro               | 110-78 |
| 3 feb.  | Nutribullet Treviso Basket - Allianz Pallacanestro Trieste | 88-94  |

#### Girone di ritorno
|         | 16ª giornata                                           |       |
|         |                                                        |       |
| 13 apr. | Armani Exchange Milano - Vanoli Basket Cremona         | 70-61 |
| 13 apr. | Openjobmetis Varese - Allianz Pallacanestro Trieste    | 76-92 |
| 13 apr. | Virtus Segafredo Bologna - Dolomiti Energia Trentino   | 95-88 |
| 13 apr. | Umana Reyer Venezia - Happy Casa Brindisi              | 80-78 |
| 13 apr. | Banco di Sardegna Sassari - Nutribullet Treviso Basket | 94-80 |
| 13 apr. | Carpegna Prosciutto Pesaro - Fortitudo Kigili Bologna  | 88-87 |
| 13 apr. | GeVi Napoli - UNAHOTELS Reggio Emilia                  | 82-85 |
| 13 apr. | Bertram Derthona Tortona - Germani Brescia             | 81-74 |

|         | 17ª giornata                                               |       |
|         |                                                            |       |
| 23 gen. | Happy Casa Brindisi - Virtus Segafredo Bologna             | 76-83 |
| 23 gen. | Vanoli Basket Cremona - Umana Reyer Venezia                | 85-82 |
| 23 gen. | Allianz Pallacanestro Trieste - Carpegna Prosciutto Pesaro | 89-78 |
| 23 gen. | Dolomiti Energia Trentino - GeVi Napoli                    | 85-72 |
| 23 gen. | Fortitudo Kigili Bologna - Bertram Derthona Tortona        | 74-92 |
| 23 gen. | Germani Brescia - Banco di Sardegna Sassari                | 97-86 |
| 18 feb. | UNAHOTELS Reggio Emilia - Openjobmetis Varese              | 82-84 |
| 4 mag.  | Nutribullet Treviso Basket - Armani Exchange Milano        | 80-74 |

|         | 18ª giornata                                            |         |
|         |                                                         |         |
| 29 gen. | Virtus Segafredo Bologna - Vanoli Basket Cremona        | 79-71   |
| 30 gen. | Bertram Derthona Tortona - UNAHOTELS Reggio Emilia      | 93-98   |
| 30 gen. | Armani Exchange Milano - Fortitudo Kigili Bologna       | 74-64   |
| 30 gen. | Openjobmetis Varese - Dolomiti Energia Trentino         | 90-89   |
| 30 gen. | Carpegna Prosciutto Pesaro - Nutribullet Treviso Basket | 105-108 |
| 30 gen. | Umana Reyer Venezia - Germani Brescia                   | 82-93   |
| 30 gen. | Banco di Sardegna Sassari - Happy Casa Brindisi         | 102-75  |
| 31 gen. | GeVi Napoli - Allianz Pallacanestro Trieste             | 89-82   |

|         | 16ª giornata                                           |       |
|         |                                                        |       |
| 13 apr. | Armani Exchange Milano - Vanoli Basket Cremona         | 70-61 |
| 13 apr. | Openjobmetis Varese - Allianz Pallacanestro Trieste    | 76-92 |
| 13 apr. | Virtus Segafredo Bologna - Dolomiti Energia Trentino   | 95-88 |
| 13 apr. | Umana Reyer Venezia - Happy Casa Brindisi              | 80-78 |
| 13 apr. | Banco di Sardegna Sassari - Nutribullet Treviso Basket | 94-80 |
| 13 apr. | Carpegna Prosciutto Pesaro - Fortitudo Kigili Bologna  | 88-87 |
| 13 apr. | GeVi Napoli - UNAHOTELS Reggio Emilia                  | 82-85 |
| 13 apr. | Bertram Derthona Tortona - Germani Brescia             | 81-74 |

|         | 17ª giornata                                               |       |
|         |                                                            |       |
| 23 gen. | Happy Casa Brindisi - Virtus Segafredo Bologna             | 76-83 |
| 23 gen. | Vanoli Basket Cremona - Umana Reyer Venezia                | 85-82 |
| 23 gen. | Allianz Pallacanestro Trieste - Carpegna Prosciutto Pesaro | 89-78 |
| 23 gen. | Dolomiti Energia Trentino - GeVi Napoli                    | 85-72 |
| 23 gen. | Fortitudo Kigili Bologna - Bertram Derthona Tortona        | 74-92 |
| 23 gen. | Germani Brescia - Banco di Sardegna Sassari                | 97-86 |
| 18 feb. | UNAHOTELS Reggio Emilia - Openjobmetis Varese              | 82-84 |
| 4 mag.  | Nutribullet Treviso Basket - Armani Exchange Milano        | 80-74 |

|         | 18ª giornata                                            |         |
|         |                                                         |         |
| 29 gen. | Virtus Segafredo Bologna - Vanoli Basket Cremona        | 79-71   |
| 30 gen. | Bertram Derthona Tortona - UNAHOTELS Reggio Emilia      | 93-98   |
| 30 gen. | Armani Exchange Milano - Fortitudo Kigili Bologna       | 74-64   |
| 30 gen. | Openjobmetis Varese - Dolomiti Energia Trentino         | 90-89   |
| 30 gen. | Carpegna Prosciutto Pesaro - Nutribullet Treviso Basket | 105-108 |
| 30 gen. | Umana Reyer Venezia - Germani Brescia                   | 82-93   |
| 30 gen. | Banco di Sardegna Sassari - Happy Casa Brindisi         | 102-75  |
| 31 gen. | GeVi Napoli - Allianz Pallacanestro Trieste             | 89-82   |

|         | 19ª giornata                                              |       |
|         |                                                           |       |
| 5 feb.  | Dolomiti Energia Trentino - Armani Exchange Milano        | 73-79 |
| 5 feb.  | Nutribullet Treviso Basket - Bertram Derthona Tortona     | 72-70 |
| 6 feb.  | Carpegna Prosciutto Pesaro - Vanoli Basket Cremona        | 93-87 |
| 6 feb.  | Fortitudo Kigili Bologna - Germani Brescia                | 86-93 |
| 6 feb.  | Happy Casa Brindisi - UNAHOTELS Reggio Emilia             | 89-75 |
| 6 feb.  | Openjobmetis Varese - Virtus Segafredo Bologna            | 80-81 |
| 19 feb. | GeVi Napoli - Umana Reyer Venezia                         | 76-81 |
| 9 mar.  | Allianz Pallacanestro Trieste - Banco di Sardegna Sassari | 75-89 |

|         | 20ª giornata                                         |        |
|         |                                                      |        |
| 12 feb. | Germani Brescia - Allianz Pallacanestro Trieste      | 87-76  |
| 12 feb. | Bertram Derthona Tortona - Dolomiti Energia Trentino | 76-50  |
| 13 feb. | Armani Exchange Milano - Carpegna Prosciutto Pesaro  | 91-57  |
| 13 feb. | Fortitudo Kigili Bologna - Happy Casa Brindisi       | 67-73  |
| 13 feb. | Umana Reyer Venezia - Openjobmetis Varese            | 82-93  |
| 13 feb. | UNAHOTELS Reggio Emilia - Nutribullet Treviso Basket | 67-62  |
| 9 mar.  | Vanoli Basket Cremona - GeVi Napoli                  | 96-93  |
| 6 mag.  | Banco di Sardegna Sassari - Virtus Segafredo Bologna | 108-73 |

|        | 21ª giornata                                          |       |
|        |                                                       |       |
| 5 mar. | Nutribullet Treviso Basket - Fortitudo Kigili Bologna | 93-99 |
| 6 mar. | Allianz Pallacanestro Trieste - Umana Reyer Venezia   | 65-78 |
| 6 mar. | Openjobmetis Varese - Vanoli Basket Cremona           | 90-78 |
| 6 mar. | Happy Casa Brindisi - Germani Brescia                 | 83-88 |
| 6 mar. | UNAHOTELS Reggio Emilia - Carpegna Prosciutto Pesaro  | 86-77 |
| 6 mar. | Dolomiti Energia Trentino - Banco di Sardegna Sassari | 66-74 |
| 6 mar. | Virtus Segafredo Bologna - GeVi Napoli                | 86-75 |
| 6 mar. | Bertram Derthona Tortona - Armani Exchange Milano     | 64-81 |

|         | 19ª giornata                                              |       |
|         |                                                           |       |
| 5 feb.  | Dolomiti Energia Trentino - Armani Exchange Milano        | 73-79 |
| 5 feb.  | Nutribullet Treviso Basket - Bertram Derthona Tortona     | 72-70 |
| 6 feb.  | Carpegna Prosciutto Pesaro - Vanoli Basket Cremona        | 93-87 |
| 6 feb.  | Fortitudo Kigili Bologna - Germani Brescia                | 86-93 |
| 6 feb.  | Happy Casa Brindisi - UNAHOTELS Reggio Emilia             | 89-75 |
| 6 feb.  | Openjobmetis Varese - Virtus Segafredo Bologna            | 80-81 |
| 19 feb. | GeVi Napoli - Umana Reyer Venezia                         | 76-81 |
| 9 mar.  | Allianz Pallacanestro Trieste - Banco di Sardegna Sassari | 75-89 |

|         | 20ª giornata                                         |        |
|         |                                                      |        |
| 12 feb. | Germani Brescia - Allianz Pallacanestro Trieste      | 87-76  |
| 12 feb. | Bertram Derthona Tortona - Dolomiti Energia Trentino | 76-50  |
| 13 feb. | Armani Exchange Milano - Carpegna Prosciutto Pesaro  | 91-57  |
| 13 feb. | Fortitudo Kigili Bologna - Happy Casa Brindisi       | 67-73  |
| 13 feb. | Umana Reyer Venezia - Openjobmetis Varese            | 82-93  |
| 13 feb. | UNAHOTELS Reggio Emilia - Nutribullet Treviso Basket | 67-62  |
| 9 mar.  | Vanoli Basket Cremona - GeVi Napoli                  | 96-93  |
| 6 mag.  | Banco di Sardegna Sassari - Virtus Segafredo Bologna | 108-73 |

|        | 21ª giornata                                          |       |
|        |                                                       |       |
| 5 mar. | Nutribullet Treviso Basket - Fortitudo Kigili Bologna | 93-99 |
| 6 mar. | Allianz Pallacanestro Trieste - Umana Reyer Venezia   | 65-78 |
| 6 mar. | Openjobmetis Varese - Vanoli Basket Cremona           | 90-78 |
| 6 mar. | Happy Casa Brindisi - Germani Brescia                 | 83-88 |
| 6 mar. | UNAHOTELS Reggio Emilia - Carpegna Prosciutto Pesaro  | 86-77 |
| 6 mar. | Dolomiti Energia Trentino - Banco di Sardegna Sassari | 66-74 |
| 6 mar. | Virtus Segafredo Bologna - GeVi Napoli                | 86-75 |
| 6 mar. | Bertram Derthona Tortona - Armani Exchange Milano     | 64-81 |

|         | 22ª giornata                                           |        |
|         |                                                        |        |
| 13 mar. | Carpegna Prosciutto Pesaro - Happy Casa Brindisi       | 86-84  |
| 13 mar. | Umana Reyer Venezia - Dolomiti Energia Trentino        | 72-65  |
| 13 mar. | Armani Exchange Milano - Allianz Pallacanestro Trieste | 102-84 |
| 13 mar. | Banco di Sardegna Sassari - Bertram Derthona Tortona   | 83-87  |
| 13 mar. | Germani Brescia - Nutribullet Treviso Basket           | 101-78 |
| 13 mar. | Vanoli Basket Cremona - UNAHOTELS Reggio Emilia        | 62-76  |
| 13 mar. | Fortitudo Kigili Bologna - Virtus Segafredo Bologna    | 82-85  |
| 14 mar. | GeVi Napoli - Openjobmetis Varese                      | 74-82  |

|         | 23ª giornata                                             |       |
|         |                                                          |       |
| 19 mar. | Bertram Derthona Tortona - GeVi Napoli                   | 83-77 |
| 19 mar. | Nutribullet Treviso Basket - Dolomiti Energia Trentino   | 78-73 |
| 20 mar. | Openjobmetis Varese - Carpegna Prosciutto Pesaro         | 76-87 |
| 20 mar. | Germani Brescia - Armani Exchange Milano                 | 82-74 |
| 20 mar. | Happy Casa Brindisi - Vanoli Basket Cremona              | 87-65 |
| 20 mar. | UNAHOTELS Reggio Emilia - Banco di Sardegna Sassari      | 85-81 |
| 20 mar. | Allianz Pallacanestro Trieste - Fortitudo Kigili Bologna | 77-85 |
| 20 mar. | Virtus Segafredo Bologna - Umana Reyer Venezia           | 81-77 |

|         | 24ª giornata                                              |       |
|         |                                                           |       |
| 26 mar. | Armani Exchange Milano - Openjobmetis Varese              | 95-77 |
| 26 mar. | Virtus Segafredo Bologna - UNAHOTELS Reggio Emilia        | 78-70 |
| 27 mar. | GeVi Napoli - Happy Casa Brindisi                         | 79-69 |
| 27 mar. | Umana Reyer Venezia - Bertram Derthona Tortona            | 69-61 |
| 27 mar. | Banco di Sardegna Sassari - Fortitudo Kigili Bologna      | 85-79 |
| 27 mar. | Vanoli Basket Cremona - Nutribullet Treviso Basket        | 74-67 |
| 27 mar. | Carpegna Prosciutto Pesaro - Germani Brescia              | 83-88 |
| 27 mar. | Dolomiti Energia Trentino - Allianz Pallacanestro Trieste | 75-74 |

|         | 22ª giornata                                           |        |
|         |                                                        |        |
| 13 mar. | Carpegna Prosciutto Pesaro - Happy Casa Brindisi       | 86-84  |
| 13 mar. | Umana Reyer Venezia - Dolomiti Energia Trentino        | 72-65  |
| 13 mar. | Armani Exchange Milano - Allianz Pallacanestro Trieste | 102-84 |
| 13 mar. | Banco di Sardegna Sassari - Bertram Derthona Tortona   | 83-87  |
| 13 mar. | Germani Brescia - Nutribullet Treviso Basket           | 101-78 |
| 13 mar. | Vanoli Basket Cremona - UNAHOTELS Reggio Emilia        | 62-76  |
| 13 mar. | Fortitudo Kigili Bologna - Virtus Segafredo Bologna    | 82-85  |
| 14 mar. | GeVi Napoli - Openjobmetis Varese                      | 74-82  |

|         | 23ª giornata                                             |       |
|         |                                                          |       |
| 19 mar. | Bertram Derthona Tortona - GeVi Napoli                   | 83-77 |
| 19 mar. | Nutribullet Treviso Basket - Dolomiti Energia Trentino   | 78-73 |
| 20 mar. | Openjobmetis Varese - Carpegna Prosciutto Pesaro         | 76-87 |
| 20 mar. | Germani Brescia - Armani Exchange Milano                 | 82-74 |
| 20 mar. | Happy Casa Brindisi - Vanoli Basket Cremona              | 87-65 |
| 20 mar. | UNAHOTELS Reggio Emilia - Banco di Sardegna Sassari      | 85-81 |
| 20 mar. | Allianz Pallacanestro Trieste - Fortitudo Kigili Bologna | 77-85 |
| 20 mar. | Virtus Segafredo Bologna - Umana Reyer Venezia           | 81-77 |

|         | 24ª giornata                                              |       |
|         |                                                           |       |
| 26 mar. | Armani Exchange Milano - Openjobmetis Varese              | 95-77 |
| 26 mar. | Virtus Segafredo Bologna - UNAHOTELS Reggio Emilia        | 78-70 |
| 27 mar. | GeVi Napoli - Happy Casa Brindisi                         | 79-69 |
| 27 mar. | Umana Reyer Venezia - Bertram Derthona Tortona            | 69-61 |
| 27 mar. | Banco di Sardegna Sassari - Fortitudo Kigili Bologna      | 85-79 |
| 27 mar. | Vanoli Basket Cremona - Nutribullet Treviso Basket        | 74-67 |
| 27 mar. | Carpegna Prosciutto Pesaro - Germani Brescia              | 83-88 |
| 27 mar. | Dolomiti Energia Trentino - Allianz Pallacanestro Trieste | 75-74 |

|        | 25ª giornata                                             |       |
|        |                                                          |       |
| 2 apr. | Bertram Derthona Tortona - Carpegna Prosciutto Pesaro    | 70-86 |
| 2 apr. | Allianz Pallacanestro Trieste - Virtus Segafredo Bologna | 81-92 |
| 3 apr. | Banco di Sardegna Sassari - Armani Exchange Milano       | 92-90 |
| 3 apr. | Happy Casa Brindisi - Openjobmetis Varese                | 72-75 |
| 3 apr. | Germani Brescia - Dolomiti Energia Trentino              | 86-62 |
| 3 apr. | UNAHOTELS Reggio Emilia - Umana Reyer Venezia            | 78-85 |
| 3 apr. | Fortitudo Kigili Bologna - Vanoli Basket Cremona         | 85-83 |
| 3 apr. | Nutribullet Treviso Basket - GeVi Napoli                 | 67-77 |

|         | 26ª giornata                                            |         |
|         |                                                         |         |
| 9 apr.  | Dolomiti Energia Trentino - Happy Casa Brindisi         | 96-78   |
| 9 apr.  | GeVi Napoli - Germani Brescia                           | 68-70   |
| 10 apr. | Umana Reyer Venezia - Fortitudo Kigili Bologna          | 77-72   |
| 10 apr. | Virtus Segafredo Bologna - Armani Exchange Milano       | 83-65   |
| 10 apr. | Carpegna Prosciutto Pesaro - Banco di Sardegna Sassari  | 75-73   |
| 10 apr. | UNAHOTELS Reggio Emilia - Allianz Pallacanestro Trieste | 103-109 |
| 10 apr. | Openjobmetis Varese - Nutribullet Treviso Basket        | 80-89   |
| 10 apr. | Vanoli Basket Cremona - Bertram Derthona Tortona        | 73-74   |

|         | 27ª giornata                                          |        |
|         |                                                       |        |
| 16 apr. | Banco di Sardegna Sassari - Umana Reyer Venezia       | 63-66  |
| 16 apr. | Armani Exchange Milano - GeVi Napoli                  | 90-67  |
| 16 apr. | Bertram Derthona Tortona - Openjobmetis Varese        | 104-99 |
| 16 apr. | Germani Brescia - UNAHOTELS Reggio Emilia             | 99-64  |
| 16 apr. | Allianz Pallacanestro Trieste - Vanoli Basket Cremona | 84-72  |
| 16 apr. | Carpegna Prosciutto Pesaro - Virtus Segafredo Bologna | 77-96  |
| 16 apr. | Fortitudo Kigili Bologna - Dolomiti Energia Trentino  | 89-69  |
| 16 apr. | Nutribullet Treviso Basket - Happy Casa Brindisi      | 96-90  |

|        | 25ª giornata                                             |       |
|        |                                                          |       |
| 2 apr. | Bertram Derthona Tortona - Carpegna Prosciutto Pesaro    | 70-86 |
| 2 apr. | Allianz Pallacanestro Trieste - Virtus Segafredo Bologna | 81-92 |
| 3 apr. | Banco di Sardegna Sassari - Armani Exchange Milano       | 92-90 |
| 3 apr. | Happy Casa Brindisi - Openjobmetis Varese                | 72-75 |
| 3 apr. | Germani Brescia - Dolomiti Energia Trentino              | 86-62 |
| 3 apr. | UNAHOTELS Reggio Emilia - Umana Reyer Venezia            | 78-85 |
| 3 apr. | Fortitudo Kigili Bologna - Vanoli Basket Cremona         | 85-83 |
| 3 apr. | Nutribullet Treviso Basket - GeVi Napoli                 | 67-77 |

|         | 26ª giornata                                            |         |
|         |                                                         |         |
| 9 apr.  | Dolomiti Energia Trentino - Happy Casa Brindisi         | 96-78   |
| 9 apr.  | GeVi Napoli - Germani Brescia                           | 68-70   |
| 10 apr. | Umana Reyer Venezia - Fortitudo Kigili Bologna          | 77-72   |
| 10 apr. | Virtus Segafredo Bologna - Armani Exchange Milano       | 83-65   |
| 10 apr. | Carpegna Prosciutto Pesaro - Banco di Sardegna Sassari  | 75-73   |
| 10 apr. | UNAHOTELS Reggio Emilia - Allianz Pallacanestro Trieste | 103-109 |
| 10 apr. | Openjobmetis Varese - Nutribullet Treviso Basket        | 80-89   |
| 10 apr. | Vanoli Basket Cremona - Bertram Derthona Tortona        | 73-74   |

|         | 27ª giornata                                          |        |
|         |                                                       |        |
| 16 apr. | Banco di Sardegna Sassari - Umana Reyer Venezia       | 63-66  |
| 16 apr. | Armani Exchange Milano - GeVi Napoli                  | 90-67  |
| 16 apr. | Bertram Derthona Tortona - Openjobmetis Varese        | 104-99 |
| 16 apr. | Germani Brescia - UNAHOTELS Reggio Emilia             | 99-64  |
| 16 apr. | Allianz Pallacanestro Trieste - Vanoli Basket Cremona | 84-72  |
| 16 apr. | Carpegna Prosciutto Pesaro - Virtus Segafredo Bologna | 77-96  |
| 16 apr. | Fortitudo Kigili Bologna - Dolomiti Energia Trentino  | 89-69  |
| 16 apr. | Nutribullet Treviso Basket - Happy Casa Brindisi      | 96-90  |

|         | 28ª giornata                                           |        |
|         |                                                        |        |
| 22 apr. | Virtus Segafredo Bologna - Bertram Derthona Tortona    | 101-83 |
| 23 apr. | UNAHOTELS Reggio Emilia - Armani Exchange Milano       | 63-67  |
| 23 apr. | Dolomiti Energia Trentino - Carpegna Prosciutto Pesaro | 82-83  |
| 24 apr. | Vanoli Basket Cremona - Germani Brescia                | 76-88  |
| 24 apr. | Openjobmetis Varese - Fortitudo Kigili Bologna         | 103-92 |
| 24 apr. | Happy Casa Brindisi - Allianz Pallacanestro Trieste    | 96-87  |
| 24 apr. | Umana Reyer Venezia - Nutribullet Treviso Basket       | 78-68  |
| 24 apr. | GeVi Napoli - Banco di Sardegna Sassari                | 72-78  |

|         | 29ª giornata                                             |        |
|         |                                                          |        |
| 29 apr. | Nutribullet Treviso Basket - Virtus Segafredo Bologna    | 76-113 |
| 1 mag.  | Armani Exchange Milano - Happy Casa Brindisi             | 92-87  |
| 1 mag.  | Bertram Derthona Tortona - Allianz Pallacanestro Trieste | 80-74  |
| 1 mag.  | Fortitudo Kigili Bologna - GeVi Napoli                   | 56-64  |
| 1 mag.  | Germani Brescia - Openjobmetis Varese                    | 102-71 |
| 1 mag.  | Carpegna Prosciutto Pesaro - Umana Reyer Venezia         | 75-85  |
| 1 mag.  | Dolomiti Energia Trentino - UNAHOTELS Reggio Emilia      | 69-77  |
| 1 mag.  | Banco di Sardegna Sassari - Vanoli Basket Cremona        | 98-82  |

|        | 30ª giornata                                               |         |
|        |                                                            |         |
| 8 mag. | Virtus Segafredo Bologna - Germani Brescia                 | 79-57   |
| 8 mag. | Vanoli Basket Cremona - Dolomiti Energia Trentino          | 112-105 |
| 8 mag. | Umana Reyer Venezia - Armani Exchange Milano               | 69-74   |
| 8 mag. | Openjobmetis Varese - Banco di Sardegna Sassari            | 96-110  |
| 8 mag. | Happy Casa Brindisi - Bertram Derthona Tortona             | 82-99   |
| 8 mag. | GeVi Napoli - Carpegna Prosciutto Pesaro                   | 84-85   |
| 8 mag. | UNAHOTELS Reggio Emilia - Fortitudo Kigili Bologna         | 88-77   |
| 8 mag. | Allianz Pallacanestro Trieste - Nutribullet Treviso Basket | 84-83   |

|         | 28ª giornata                                           |        |
|         |                                                        |        |
| 22 apr. | Virtus Segafredo Bologna - Bertram Derthona Tortona    | 101-83 |
| 23 apr. | UNAHOTELS Reggio Emilia - Armani Exchange Milano       | 63-67  |
| 23 apr. | Dolomiti Energia Trentino - Carpegna Prosciutto Pesaro | 82-83  |
| 24 apr. | Vanoli Basket Cremona - Germani Brescia                | 76-88  |
| 24 apr. | Openjobmetis Varese - Fortitudo Kigili Bologna         | 103-92 |
| 24 apr. | Happy Casa Brindisi - Allianz Pallacanestro Trieste    | 96-87  |
| 24 apr. | Umana Reyer Venezia - Nutribullet Treviso Basket       | 78-68  |
| 24 apr. | GeVi Napoli - Banco di Sardegna Sassari                | 72-78  |

|         | 29ª giornata                                             |        |
|         |                                                          |        |
| 29 apr. | Nutribullet Treviso Basket - Virtus Segafredo Bologna    | 76-113 |
| 1 mag.  | Armani Exchange Milano - Happy Casa Brindisi             | 92-87  |
| 1 mag.  | Bertram Derthona Tortona - Allianz Pallacanestro Trieste | 80-74  |
| 1 mag.  | Fortitudo Kigili Bologna - GeVi Napoli                   | 56-64  |
| 1 mag.  | Germani Brescia - Openjobmetis Varese                    | 102-71 |
| 1 mag.  | Carpegna Prosciutto Pesaro - Umana Reyer Venezia         | 75-85  |
| 1 mag.  | Dolomiti Energia Trentino - UNAHOTELS Reggio Emilia      | 69-77  |
| 1 mag.  | Banco di Sardegna Sassari - Vanoli Basket Cremona        | 98-82  |

|        | 30ª giornata                                               |         |
|        |                                                            |         |
| 8 mag. | Virtus Segafredo Bologna - Germani Brescia                 | 79-57   |
| 8 mag. | Vanoli Basket Cremona - Dolomiti Energia Trentino          | 112-105 |
| 8 mag. | Umana Reyer Venezia - Armani Exchange Milano               | 69-74   |
| 8 mag. | Openjobmetis Varese - Banco di Sardegna Sassari            | 96-110  |
| 8 mag. | Happy Casa Brindisi - Bertram Derthona Tortona             | 82-99   |
| 8 mag. | GeVi Napoli - Carpegna Prosciutto Pesaro                   | 84-85   |
| 8 mag. | UNAHOTELS Reggio Emilia - Fortitudo Kigili Bologna         | 88-77   |
| 8 mag. | Allianz Pallacanestro Trieste - Nutribullet Treviso Basket | 84-83   |

## Play-off
Le serie dei quarti di finale e di semifinale sono al meglio delle cinque gare. Gara1, gara2 e l'eventuale gara5 sono in casa della meglio classificata. La finale è al meglio delle sette gare: gara1 e gara2 sono in casa della meglio classificata come le eventuali gara5 e gara7.

### Tabellone
|  | Quarti di finale | Quarti di finale | Quarti di finale | Quarti di finale | Quarti di finale | Quarti di finale | Quarti di finale |    |                 | Semifinali     | Semifinali | Semifinali | Semifinali | Semifinali | Semifinali | Semifinali |  |  | Finale | Finale         | Finale | Finale | Finale | Finale | Finale | Finale | Finale |
|  |                  |                  |                  |                  |                  |                  |                  |    |                 |                |            |            |            |            |            |            |  |  |        |                |        |        |        |        |        |        |        |
|  | 1                | Virtus Bologna   | 82               | 70               | 75               | –                | –                |    |                 |                |            |            |            |            |            |            |  |  |        |                |        |        |        |        |        |        |        |
|  | 8                | V.L. Pesaro      | 76               | 51               | 55               | –                | –                |    |                 |                |            |            |            |            |            |            |  |  |        |                |        |        |        |        |        |        |        |
|  | 8                | V.L. Pesaro      | 76               | 51               | 55               | –                | –                |    | 1               | Virtus Bologna | 77         | 91         | 77         | –          | –          |            |  |  |        |                |        |        |        |        |        |        |        |
|  |                  |                  |                  |                  |                  |                  |                  |    | 1               | Virtus Bologna | 77         | 91         | 77         | –          | –          |            |  |  |        |                |        |        |        |        |        |        |        |
|  |                  | 4                | Derthona Basket  | 73               | 70               | 69               | –                | –  |                 |                |            |            |            |            |            |            |  |  |        |                |        |        |        |        |        |        |        |
|  | 4                | 4                | Derthona Basket  | 73               | 70               | 69               | –                | –  | Derthona Basket | 66             | 70         | 73         | 72         | –          |            |            |  |  |        |                |        |        |        |        |        |        |        |
|  | 4                |                  |                  |                  |                  |                  |                  |    | Derthona Basket | 66             | 70         | 73         | 72         | –          |            |            |  |  |        |                |        |        |        |        |        |        |        |
|  | 5                | Reyer Venezia    | 77               | 58               | 63               | 60               | –                |    |                 |                |            |            |            |            |            |            |  |  |        |                |        |        |        |        |        |        |        |
|  |                  |                  |                  |                  |                  |                  |                  |    |                 |                |            |            |            |            |            |            |  |  | 1      | Virtus Bologna | 62     | 75     | 82     | 62     | 84     | 64     |        |
|  |                  |                  | 2                | Olimpia Milano   | 66               | 68               | 94               | 77 | 78              | 81             |            |            |            |            |            |            |  |  |        |                |        |        |        |        |        |        |        |
|  | 3                | Brescia          | 104              | 85               | 68               | 95               | –                |    |                 |                |            |            |            |            |            |            |  |  |        |                |        |        |        |        |        |        |        |
|  | 6                | Dinamo Sassari   | 97               | 91               | 98               | 98               | –                |    |                 |                |            |            |            |            |            |            |  |  |        |                |        |        |        |        |        |        |        |
|  | 6                | Dinamo Sassari   | 97               | 91               | 98               | 98               | –                |    | 6               | Dinamo Sassari | 71         | 82         | 69         | –          | –          |            |  |  |        |                |        |        |        |        |        |        |        |
|  |                  |                  |                  |                  |                  |                  |                  |    | 6               | Dinamo Sassari | 71         | 82         | 69         | –          | –          |            |  |  |        |                |        |        |        |        |        |        |        |
|  |                  | 2                | Olimpia Milano   | 88               | 91               | 87               | –                | –  |                 |                |            |            |            |            |            |            |  |  |        |                |        |        |        |        |        |        |        |
|  | 2                | 2                | Olimpia Milano   | 88               | 91               | 87               | –                | –  | Olimpia Milano  | 91             | 91         | 88         | –          | –          |            |            |  |  |        |                |        |        |        |        |        |        |        |
|  | 2                |                  |                  |                  |                  |                  |                  |    | Olimpia Milano  | 91             | 91         | 88         | –          | –          |            |            |  |  |        |                |        |        |        |        |        |        |        |
|  | 7                | Pall. Reggiana   | 82               | 65               | 59               | –                | –                |    |                 |                |            |            |            |            |            |            |  |  |        |                |        |        |        |        |        |        |        |

### Quarti di finale

#### Bologna - Pesaro
| Arbitri: | Saverio Lanzarini (Bologna) Carmelo Lo Guzzo (Pisa) Alessandro Perciavalle (Torino) |

|                                                       |            |                                         |
| Belinelli 14 Jaiteh, Shengelia 12 Cordinier, Weems 11 | Punti      | 21 Sanford 12 Jones, Moretti 11 Tambone |
| Pajola 10                                             | Assist     | 4 Delfino, Jones                        |
| Jaiteh 5                                              | Rimbalzi   | 12 Jones                                |
| Sergio Scariolo                                       | Allenatori | Luca Banchi                             |

| Arbitri: | Michele Rossi (Anghiari) Alessandro Martolini (Roma) Christian Borgo (Grumolo delle Abbadesse) |

|                                                    |            |                                       |
| Alibegović 10 Mannion, Weems 8 Belinelli, Jaiteh 7 | Punti      | 12 Mejeris 8 Jones 7 Moretti, Sanford |
| Cordinier 5                                        | Assist     | 4 Moretti                             |
| Hervey, Mannion 5                                  | Rimbalzi   | 9 Jones                               |
| Sergio Scariolo                                    | Allenatori | Luca Banchi                           |

| Arbitri: | Tolga Ozge Sahin (Messina) Lorenzo Baldini (Firenze) Mark Bartoli (Trieste) |

|                                             |            |                                   |
| Lamb 15 Jones 8 Mejeris, Moretti, Tambone 7 | Punti      | 15 Jaiteh 12 Hackett 11 Belinelli |
| Jones, Mejeris 3                            | Assist     | 4 Cordinier                       |
| Jones 9                                     | Rimbalzi   | 9 Weems                           |
| Luca Banchi                                 | Allenatori | Sergio Scariolo                   |

#### Tortona - Venezia
| Arbitri: | Manuel Mazzoni (Grosseto) Guido Giovannetti (Terni) Valerio Grigioni (Roma) |

|                             |            |                                                      |
| Wright 16 Macura 14 Cain 10 | Punti      | 15 Watt 13 Bramos, Theodore, Tonut 6 Brooks, Mazzola |
| Wright 5                    | Assist     | 5 Stone                                              |
| Mascolo 7                   | Rimbalzi   | 6 Watt                                               |
| Marco Ramondino             | Allenatori | Walter De Raffaele                                   |

| Arbitri: | Carmelo Paternicò (Piazza Armerina) Mark Bartoli (Trieste) Alessandro Perciavalle (Torino) |

|                                             |            |                          |
| Sanders 20 Daum, Mascolo, Wright 9 Filloy 7 | Punti      | 30 Tonut 8 Watt 4 Bramos |
| Wright 3                                    | Assist     | 3 Theodore               |
| Cannon 8                                    | Rimbalzi   | 4 Tonut, Watt            |
| Marco Ramondino                             | Allenatori | Walter De Raffaele       |

| Arbitri: | Michele Rossi (Anghiari) Carmelo Lo Guzzo (Pisa) Andrea Bongiorni (Pisa) |

|                                    |            |                                   |
| Brooks 16 Theodore 15 De Nicolao 9 | Punti      | 19 Daum 15 Sanders 11 Macura      |
| Tonut 3                            | Assist     | 5 Wright                          |
| Brooks 6                           | Rimbalzi   | 5 Daum, Sanders, Severini, Wright |
| Walter De Raffaele                 | Allenatori | Marco Ramondino                   |

| Arbitri: | Saverio Lanzarini (Bologna) Beniamino Manuel Attard (Priolo Gargallo) Denny Borgioni (Roma) |

|                                       |            |                                |
| Theodore 12 Brooks 10 Bramos, Stone 9 | Punti      | 14 Macura 13 Sanders 10 Wright |
| Brooks, Mazzola, Tonut 2              | Assist     | 7 Wright                       |
| Watt 6                                | Rimbalzi   | 8 Cannon, Daum                 |
| Walter De Raffaele                    | Allenatori | Marco Ramondino                |

#### Brescia - Sassari
| Arbitri: | Roberto Begnis (Crema) Beniamino Manuel Attard (Priolo Gargallo) Andrea Borgioni (Pisa) |

|                                                    |            |                                        |
| Della Valle 30 Mitrou-Long 24 Brown, Laquintana 11 | Punti      | 22 Bilan, Logan 15 Bendžius 14 Burnell |
| Mitrou-Long 9                                      | Assist     | 4 Bendžius                             |
| Gabriel 8                                          | Rimbalzi   | 11 Bilan                               |
| Alessandro Magro                                   | Allenatori | Piero Bucchi                           |

| Arbitri: | Saverio Lanzarini (Bologna) Guido Giovannetti (Terni) Denis Quarta (Torino) |

|                                         |            |                                         |
| Mitrou-Long 27 Petrucelli 19 Gabriel 12 | Punti      | 16 Bendžius 15 Logan, Robinson 14 Bilan |
| Mitrou-Long 6                           | Assist     | 5 Burnell                               |
| Brown 11                                | Rimbalzi   | 11 Bilan                                |
| Alessandro Magro                        | Allenatori | Piero Bucchi                            |

| Arbitri: | Manuel Mazzoni (Grosseto) Alessandro Vicino (Argelato) Valerio Grigioni (Roma) |

|                                          |            |                                      |
| Krušlin 20 Burnell 15 Logan, Robinson 13 | Punti      | 18 Brown 16 Petrucelli 9 Mitrou-Long |
| Gentile 7                                | Assist     | 7 Mitrou-Long                        |
| Bilan 8                                  | Rimbalzi   | 6 Mitrou-Long                        |
| Piero Bucchi                             | Allenatori | Alessandro Magro                     |

| Arbitri: | Carmelo Paternicò (Piazza Armerina) Lorenzo Baldini (Firenze) Mark Bartoli (Trieste) |

|                                                 |            |                                         |
| Burnell 21 Bilan 18 Bendžius, Krušlin, Logan 11 | Punti      | 38 Mitrou-Long 17 Cobbins 14 Petrucelli |
| Robinson 6                                      | Assist     | 7 Mitrou-Long                           |
| Bendžius 8                                      | Rimbalzi   | 11 Cobbins                              |
| Piero Bucchi                                    | Allenatori | Alessandro Magro                        |

#### Milano - Reggio Emilia
| Arbitri: | Carmelo Paternicò (Piazza Armerina) Alessandro Vicino (Argelato) Denis Quarta (Torino) |

|                                |            |                                      |
| Shields 20 Bentil 19 Datome 13 | Punti      | 21 Thompson 17 Cinciarini 11 Johnson |
| Hall, Rodríguez 6              | Assist     | 10 Cinciarini                        |
| Bentil 7                       | Rimbalzi   | 6 Baldi Rossi, Cinciarini            |
| Ettore Messina                 | Allenatori | Attilio Caja                         |

| Arbitri: | Tolga Ozge Sahin (Messina) Lorenzo Baldini (Firenze) Martino Galasso (Siena) |

|                                          |            |                                     |
| Datome 16 Rodríguez 14 Bentil, Shields 9 | Punti      | 19 Cinciarini 15 Thompson 9 Hopkins |
| Rodríguez 5                              | Assist     | 3 Cinciarini, Crawford              |
| Ricci 6                                  | Rimbalzi   | 6 Larson                            |
| Ettore Messina                           | Allenatori | Attilio Caja                        |

| Arbitri: | Roberto Begnis (Crema) Beniamino Manuel Attard (Priolo Gargallo) Alessandro Martolini (Roma) |

|                                                |            |                              |
| Larson, Strautiņš 12 Baldi Rossi 10 Thompson 9 | Punti      | 16 Bentil 13 Hall 12 Biligha |
| Cinciarini 7                                   | Assist     | 6 Grant                      |
| Hopkins 9                                      | Rimbalzi   | 7 Ricci                      |
| Attilio Caja                                   | Allenatori | Ettore Messina               |

### Semifinali

#### Bologna - Tortona
| Arbitri: | Manuel Mazzoni (Grosseto) Lorenzo Baldini (Firenze) Valerio Grigioni (Roma) |

|                                     |            |                                       |
| Belinelli 25 Jaiteh 13 Shengelia 11 | Punti      | 16 Sanders 12 Macura 9 Cannon, Filloy |
| Teodosić 9                          | Assist     | 6 Wright                              |
| Shengelia 9                         | Rimbalzi   | 6 Cannon                              |
| Sergio Scariolo                     | Allenatori | Marco Ramondino                       |

| Arbitri: | Borys Ryzhyk (Roma) Carmelo Lo Guzzo (Pisa) Andrea Bongiorni (Pisa) |

|                                                |            |                             |
| Teodosić 17 Shengelia 13 Mannion, Tessitori 10 | Punti      | 18 Macura 13 Daum 10 Filloy |
| Teodosić 4                                     | Assist     | 5 Sanders                   |
| Tessitori 7                                    | Rimbalzi   | 6 Daum                      |
| Sergio Scariolo                                | Allenatori | Marco Ramondino             |

| Arbitri: | Roberto Begnis (Crema) Beniamino Manuel Attard (Priolo Gargallo) Mark Bartoli (Trieste) |

|                                      |            |                                    |
| Sanders 13 Daum, Macura 11 Wright 10 | Punti      | 17 Jaiteh 15 Teodosić 14 Shengelia |
| Mascolo 3                            | Assist     | 6 Shengelia                        |
| Daum 7                               | Rimbalzi   | 9 Jaiteh                           |
| Marco Ramondino                      | Allenatori | Sergio Scariolo                    |

#### Milano - Sassari
| Arbitri: | Saverio Lanzarini (Bologna) Alessandro Vicino (Argelato) Denis Quarta (Torino) |

|                                           |            |                                  |
| Shields 16 Datome 13 Bentil, Rodríguez 10 | Punti      | 17 Robinson 16 Bilan 14 Bendžius |
| Rodríguez 8                               | Assist     | 3 Burnell, Gentile               |
| Hines 7                                   | Rimbalzi   | 7 Bendžius                       |
| Ettore Messina                            | Allenatori | Piero Bucchi                     |

| Arbitri: | Carmelo Paternicò (Piazza Armerina) Michele Rossi (Anghiari) Denny Borgioni (Roma) |

|                                 |            |                               |
| Rodríguez 19 Hall 17 Shields 16 | Punti      | 23 Bendžius 17 Bilan 14 Logan |
| Rodríguez 5                     | Assist     | 8 Robinson                    |
| Hines 7                         | Rimbalzi   | 13 Bilan                      |
| Ettore Messina                  | Allenatori | Piero Bucchi                  |

| Arbitri: | Borys Ryzyk (Roma) Tolga Ozge Sahin (Messina) Guido Giovannetti (Terni) |

|                                           |            |                                    |
| Robinson 14 Bilan 12 Bendžius, Krušlin 11 | Punti      | 17 Baldasso 12 Rodríguez 11 Datome |
| Robinson 4                                | Assist     | 6 Rodríguez                        |
| Bilan 10                                  | Rimbalzi   | 6 Ricci                            |
| Piero Bucchi                              | Allenatori | Ettore Messina                     |

### Finale

#### Bologna - Milano
| Arbitri: | Borys Ryzhyk (Roma) Roberto Begnis (Crema) Tolga Ozge Sahin (Messina) |

|                                    |            |                               |
| Teodosić 16 Shengelia 11 Sampson 9 | Punti      | 18 Shields 13 Datome 10 Hines |
| Teodosić 6                         | Assist     | 7 Rodríguez                   |
| Hackett, Shengelia 7               | Rimbalzi   | 10 Hines                      |
| Sergio Scariolo                    | Allenatori | Ettore Messina                |

| Arbitri: | Carmelo Paternicò (Piazza Armerina) Michele Rossi (Anghiari) Guido Giovannetti (Terni) |

|                                     |            |                              |
| Shengelia 22 Jaiteh 11 Belinelli 10 | Punti      | 16 Hall 15 Shields 11 Datome |
| Teodosić 8                          | Assist     | 7 Rodríguez                  |
| Jaiteh 10                           | Rimbalzi   | 7 Melli                      |
| Sergio Scariolo                     | Allenatori | Ettore Messina               |

| Arbitri: | Saverio Lanzarini (Bologna) Manuel Mazzoni (Grosseto) Beniamino Manuel Attard (Priolo Gargallo) |

|                              |            |                                                |
| Melli 22 Shields 19 Grant 14 | Punti      | 18 Hackett 14 Belinelli, Teodosić 10 Shengelia |
| Rodríguez 8                  | Assist     | 5 Hackett, Teodosić                            |
| Shields 7                    | Rimbalzi   | 6 Hackett                                      |
| Ettore Messina               | Allenatori | Sergio Scariolo                                |

| Arbitri: | Borys Ryzhyk (Roma) Michele Rossi (Anghiari) Lorenzo Baldini (Firenze) |

|                             |            |                                            |
| Shields 21 Hall 14 Grant 11 | Punti      | 21 Shengelia 12 Jaiteh 8 Sampson, Teodosić |
| Rodríguez 5                 | Assist     | 4 Hackett, Pajola                          |
| Melli 6                     | Rimbalzi   | 8 Jaiteh                                   |
| Ettore Messina              | Allenatori | Sergio Scariolo                            |

| Arbitri: | Manuel Mazzoni (Grosseto) Saverio Lanzarini (Bologna) Guido Giovannetti (Terni) |

|                                     |            |                                |
| Jaiteh 17 Shengelia 15 Belinelli 11 | Punti      | 20 Melli 18 Rodríguez 15 Hines |
| Shengelia, Teodosić 5               | Assist     | 6 Rodríguez                    |
| Jaiteh 13                           | Rimbalzi   | 6 Hall                         |
| Sergio Scariolo                     | Allenatori | Ettore Messina                 |

| Arbitri: | Carmelo Paternicò (Piazza Armerina) Beniamino Manuel Attard (Priolo Gargallo) Lorenzo Baldini (Firenze) |

|                                   |            |                                   |
| Datome 23 Shields 15 Rodríguez 12 | Punti      | 11 Alibegović 10 Mannion 9 Jaiteh |
| Rodríguez 8                       | Assist     | 4 Hackett                         |
| Hines 6                           | Rimbalzi   | 7 Jaiteh                          |
| Ettore Messina                    | Allenatori | Sergio Scariolo                   |

## Verdetti

### Squadra campione
- Campione d'Italia:  A|X Armani Exchange Milano (29º titolo)

| Maglia | Giocatori | Presenze (playoff) | Punti (playoff) |
| --- | --------- | ------------------ | --------------- |
| Olimpia Milano |           |                    |                 |
| Giampaolo Ricci | 29 (+12)  | 144 (+42)          |                 |
| Paul Biligha | 28 (+11)  | 75 (+40)           |                 |
| Devon Hall | 26 (+12)  | 244 (+99)          |                 |
| Jerian Grant | 25 (+11)  | 200 (+68)          |                 |
| Nicolò Melli | 25 (+9)   | 229 (+87)          |                 |
| Luigi Datome | 21 (+12)  | 176 (+122)         |                 |
| Davide Alviti | 26 (+7)   | 139 (+9)           |                 |
| Shavon Shields | 17 (+12)  | 183 (+171)         |                 |
| Ben Bentil | 17 (+12)  | 173 (+90)          |                 |
| Tommaso Baldasso | 18 (+11)  | 129 (+47)          |                 |
| Sergio Rodríguez | 13 (+12)  | 150 (+135)         |                 |
| Kyle Hines | 12 (+12)  | 79 (+89)           |                 |
| Allenatore: Ettore Messina |           |                    |                 |
| Altri giocatori: Kaleb Tarczewski (presenze: 24+0, punti: 146+0), Troy Daniels (15+1, 130+0), Malcolm Delaney (10, 98), Trey Kell (6, 32), Andrea Leoni (6, 0), Gianmarco Fiorillo (2, 0), Stefano Erba (2, 2), Jacopo Rapetti (2, 0), Samuele Miccoli (1, 0), Giuseppe Invernizzi (1, 0). |           |                    |                 |

### Altri verdetti
- Retrocessioni in Serie A2: Fortitudo Pallacanestro Bologna 103, Guerino Vanoli Basket
- Coppa Italia: Olimpia Milano
- Supercoppa italiana: Virtus Bologna

## Statistiche stagione regolare
Aggiornate all'8 maggio 2022

### Statistiche individuali

#### Valutazione
|    | Giocatore          | Squadra       | Partite | Valutazione | PIR  |
| -- | ------------------ | ------------- | ------- | ----------- | ---- |
| 1. | Amedeo Della Valle | Brescia       | 28      | 588         | 21.0 |
| 2. | Tyrique Jones      | V.L. Pesaro   | 30      | 614         | 20.5 |
| 3. | Adrian Banks       | Pall. Trieste | 29      | 582         | 20.1 |

Fonte:  Statistics, in LegaBasket.

#### Punti
|    | Giocatore          | Squadra       | Partite | Punti | PPG  |
| -- | ------------------ | ------------- | ------- | ----- | ---- |
| 1. | Marcus Keene       | Pall. Varese  | 19      | 355   | 18.7 |
| 2. | Amedeo Della Valle | Brescia       | 28      | 517   | 18.5 |
| 3. | Nick Perkins       | N.B. Brindisi | 30      | 524   | 17.5 |

Fonte:  Statistics, in LegaBasket.

#### Rimbalzi
|    | Giocatore      | Squadra         | Partite | Rimbalzi | RPG |
| -- | -------------- | --------------- | ------- | -------- | --- |
| 1. | Tyrique Jones  | V.L. Pesaro     | 30      | 289      | 9.6 |
| 2. | Mikael Hopkins | Pall. Reggiana  | 30      | 233      | 7.8 |
| 3. | Tyler Cain     | Derthona Basket | 30      | 229      | 7.6 |

Fonte:  Statistics, in LegaBasket.

#### Assist
|    | Giocatore         | Squadra        | Partite | Assist | APG  |
| -- | ----------------- | -------------- | ------- | ------ | ---- |
| 1. | Andrea Cinciarini | Pall. Reggiana | 29      | 300    | 10.3 |
| 2. | Gerald Robinson   | Dinamo Sassari | 21      | 166    | 7.9  |
| 3. | Miloš Teodosić    | Virtus Bologna | 22      | 144    | 6.5  |

Fonte:  Statistics, in LegaBasket.

#### Altre statistiche
| Categoria     | Giocatore         | Squadra         | Partite | Media |
| ------------- | ----------------- | --------------- | ------- | ----- |
| Palle rubate  | Gerald Robinson   | Dinamo Sassari  | 21      | 2.0   |
| Stoppate      | Malik Dime        | Vanoli Cremona  | 20      | 1.8   |
| Palle perse   | Andrea Cinciarini | Pall. Reggiana  | 29      | 3.3   |
| Falli subiti  | Nick Perkins      | N.B. Brindisi   | 30      | 5.0   |
| Plus-Minus    | Kyle Weems        | Virtus Bologna  | 28      | +9.3  |
| % tiri liberi | Adrian Banks      | Pall. Trieste   | 29      | 90.2% |
| % tiro da due | Tyrique Jones     | V.L. Pesaro     | 30      | 66.4% |
| % tiro da tre | Jamarr Sanders    | Derthona Basket | 27      | 47.5% |

### Migliori prestazioni individuali
| Categoria              | Giocatore          | Squadra          | Statistica | Avversario                       |
| ---------------------- | ------------------ | ---------------- | ---------- | -------------------------------- |
| Valutazione            | Adrian Banks       | Pall. Trieste    | 51         | Pall. Reggiana (10 apr. 2022)    |
| Punti                  | Jordan Parks       | Napoli Basket    | 40         | Fortitudo Bologna (16 gen. 2022) |
| Rimbalzi               | Mike Daum          | Derthona Basket  | 17         | Fortitudo Bologna (5 dic. 2021)  |
| Assist                 | Andrea Cinciarini  | Pall. Reggiana   | 18         | Vanoli Cremona (13 mar. 2022)    |
| Palle rubate           | Carlos Delfino     | V.L. Pesaro      | 8          | Dinamo Sassari (10 apr. 2022)    |
| Stoppate               | Mike Daum          | Derthona Basket  | 5          | Aquila Trento (12 dic. 2021)     |
| Stoppate               | Reggie Lynch       | Napoli Basket    | 5          | Aquila Trento (19 dic. 2021)     |
| Stoppate               | Marcos Delía       | Pall. Trieste    | 5          | Basket Brescia (12 feb. 2022)    |
| Stoppate               | Sagaba Konate      | Pall. Trieste    | 5          | Corona Cremona (16 apr. 2022)    |
| Stoppate               | Mitchell Watt      | Reyer Venezia    | 5          | V.L. Pesaro (1° mag. 2022)       |
| Falli subiti           | Arnas Velička      | Napoli Basket    | 11         | Derthona Basket (7 nov. 2021)    |
| Tiri liberi realizzati | Arnas Velička      | Napoli Basket    | 13         | Derthona Basket (7 nov. 2021)    |
| Tiri liberi realizzati | Adrian Banks       | Pall. Trieste    | 13         | Pall. Reggiana (10 apr. 2022)    |
| Tiri da 2 realizzati   | Jordan Parks       | Napoli Basket    | 13         | Fortitudo Bologna (16 gen. 2022) |
| Tiri da 3 realizzati   | Tomas Dimša        | Universo Treviso | 8          | Derthona Basket (26 set. 2021)   |
| Tiri da 3 realizzati   | Amedeo Della Valle | Basket Brescia   | 8          | Universo Treviso (27 dic. 2021)  |
| Tiri da 3 realizzati   | Eimantas Bendžius  | Dinamo Sassari   | 8          | Pall. Trieste (9 mar. 2022)      |
| Tiri da 3 realizzati   | David Logan        | Dinamo Sassari   | 8          | Olimpia Milano (3 apr. 2022)     |

Fonte:  Statistics, su legabasket.it.

### Statistiche di squadra
| Categoria     | Squadra           | Media |
| ------------- | ----------------- | ----- |
| Punti         | Virtus Bologna    | 88.9  |
| Punti subiti  | Olimpia Milano    | 71.8  |
| Rimbalzi      | Virtus Bologna    | 41.0  |
| Assist        | Virtus Bologna    | 22.7  |
| Palle rubate  | Basket Brescia    | 8.4   |
| Stoppate      | Napoli Basket     | 3.4   |
| Palle perse   | Fortitudo Bologna | 10.5  |
| % tiri liberi | Dinamo Sassari    | 78.3% |
| % tiro da due | Virtus Bologna    | 57.5% |
| % tiro da tre | Dinamo Sassari    | 38.5% |

Fonte:  Statistics, su legabasket.it.

## Premi

### Stagione Regolare

#### Miglior giocatore della giornata
| Giornata | Giocatore            | Squadra               | VAL | Note   |
| -------- | -------------------- | --------------------- | --- | ------ |
| 1        | Kevin Hervey         | Virtus Bologna        | 33  | [ 28 ] |
| 2        | Raphael Gaspardo     | N.B. Brindisi         | 34  | [ 29 ] |
| 3        | Nick Perkins         | N.B. Brindisi         | 30  | [ 30 ] |
| 4        | David Logan          | Dinamo Sassari        | 11  | [ 31 ] |
| 5        | Nick Perkins         | N.B. Brindisi         | 21  | [ 32 ] |
| 6        | Nick Perkins         | N.B. Brindisi         | 32  | [ 33 ] |
| 7        | Raphael Gaspardo     | N.B. Brindisi         | 28  | [ 34 ] |
| 8        | Alessandro Gentile   | Pallacanestro Varese  | 34  | [ 35 ] |
| 9        | Kevin Hervey         | Virtus Bologna        | 22  | [ 36 ] |
| 10       | Jordan Parks         | Napoli                | 25  | [ 37 ] |
| 11       | Jason Rich           | Napoli                | 33  | [ 38 ] |
| 12       | Adrian Banks         | Pallacanestro Trieste | 23  | [ 39 ] |
| 13       | —                    | —                     | —   | —      |
| 14       | Osvaldas Olisevicius | Reggiana              | 27  | [ 40 ] |
| 15       | Andrea Pecchia       | Vanoli Cremona        | 48  | [ 41 ] |
| 16       | Tornik'e Shengelia   | Virtus Bologna        | 26  | [ 42 ] |
| 17       | Bruno Mascolo        | Derthona Basket       | 25  | [ 43 ] |
| 18       | Naz Mitrou-Long      | Pallacanestro Brescia | 25  | [ 44 ] |
| 19       | Nicolò Melli         | Olimpia Milano        | 34  | [ 45 ] |
| 20       | Andrea Cinciarini    | Reggiana              | 33  | [ 46 ] |
| 21       | Andrea Cinciarini    | Reggiana              | 33  | [ 47 ] |
| 22       | Amedeo Della Valle   | Pallacanestro Brescia | 29  | [ 48 ] |
| 23       | Amedeo Della Valle   | Pallacanestro Brescia | 26  | [ 49 ] |
| 24       | Jordan Parks         | Napoli                | 29  | [ 50 ] |
| 25       | David Logan          | Dinamo Sassari        | 18  | [ 51 ] |
| 26       | Adrian Banks         | Pallacanestro Trieste | 51  | [ 52 ] |
| 27       | Amedeo Della Valle   | Pallacanestro Brescia | 34  | [ 53 ] |
| 28       | Mouhammadou Jaiteh   | Virtus Bologna        | 30  | [ 54 ] |
| 29       | Andrea Cinciarini    | Reggiana              | 35  | [ 55 ] |
| 30       | Adrian Banks         | Pallacanestro Trieste | 27  | [ 56 ] |

#### The Best Ita
| Giornata | Giocatore          | Squadra               | VAL | Note   |
| -------- | ------------------ | --------------------- | --- | ------ |
| 1        | Alessandro Gentile | Pallacanestro Varese  | 19  | —      |
| 2        | Raphael Gaspardo   | N.B. Brindisi         | 34  | [ 29 ] |
| 3        | Alessandro Gentile | Pallacanestro Varese  | 20  | [ 57 ] |
| 4        | Marco Belinelli    | Virtus Bologna        | 18  | [ 58 ] |
| 5        | Andrea Cinciarini  | Reggiana              | 26  | [ 59 ] |
| 6        | Riccardo Visconti  | N.B. Brindisi         | 17  | [ 60 ] |
| 7        | Raphael Gaspardo   | N.B. Brindisi         | 28  | [ 34 ] |
| 8        | Alessandro Gentile | Pallacanestro Varese  | 34  | [ 35 ] |
| 9        | Matteo Spagnolo    | Vanoli Cremona        | 24  | [ 61 ] |
| 10       | Amedeo Della Valle | Pallacanestro Brescia | 31  | [ 62 ] |
| 11       | Gabriele Procida   | Fortitudo Bologna     | 29  | [ 63 ] |
| 12       | Amedeo Della Valle | Pallacanestro Brescia | 32  | [ 64 ] |
| 13       | —                  | —                     | —   | —      |
| 14       | Marco Belinelli    | Virtus Bologna        | 23  | [ 65 ] |
| 15       | Andrea Pecchia     | Vanoli Cremona        | 48  | [ 41 ] |
| 16       | Nicolò Melli       | Olimpia Milano        | 20  | [ 66 ] |
| 17       | Bruno Mascolo      | Derthona Basket       | 25  | [ 43 ] |
| 18       | Matteo Imbrò       | Treviso Basket        | 33  | [ 67 ] |
| 19       | Nicolò Melli       | Olimpia Milano        | 34  | [ 45 ] |
| 20       | Andrea Cinciarini  | Reggiana              | 22  | [ 46 ] |
| 21       | Andrea Cinciarini  | Reggiana              | 33  | [ 47 ] |
| 22       | Amedeo Della Valle | Pallacanestro Brescia | 29  | [ 48 ] |
| 23       | Amedeo Della Valle | Pallacanestro Brescia | 26  | [ 49 ] |
| 24       | Matteo Spagnolo    | Vanoli Cremona        | 15  | [ 68 ] |
| 25       | Amedeo Della Valle | Pallacanestro Brescia | 22  | [ 69 ] |
| 26       | Andrea Cinciarini  | Reggiana              | 31  | [ 70 ] |
| 27       | Amedeo Della Valle | Pallacanestro Brescia | 34  | [ 53 ] |
| 28       | Alessandro Pajola  | Virtus Bologna        | 14  | [ 71 ] |
| 29       | Andrea Cinciarini  | Reggiana              | 35  | [ 55 ] |
| 30       | Giuseppe Poeta     | Vanoli Cremona        | 11  | [ 72 ] |

#### Statistiche premi
| Giocatore            | Squadra               | Premio MVP di giornata | Premio "The Best ITA" di giornata |
| -------------------- | --------------------- | ---------------------- | --------------------------------- |
| Adrian Banks         | Pallacanestro Trieste | 3                      | —                                 |
| Andrea Cinciarini    | Reggiana              | 3                      | 5                                 |
| Amedeo Della Valle   | Pallacanestro Brescia | 3                      | 6                                 |
| Nick Perkins         | N.B. Brindisi         | 3                      | —                                 |
| Raphael Gaspardo     | N.B. Brindisi         | 2                      | 2                                 |
| Kevin Hervey         | Virtus Bologna        | 2                      | —                                 |
| David Logan          | Dinamo Sassari        | 2                      | —                                 |
| Jordan Parks         | Napoli                | 2                      | —                                 |
| Alessandro Gentile   | Pallacanestro Varese  | 1                      | 3                                 |
| Mouhammadou Jaiteh   | Virtus Bologna        | 1                      | —                                 |
| Bruno Mascolo        | Derthona Basket       | 1                      | 1                                 |
| Nicolò Melli         | Olimpia Milano        | 1                      | 2                                 |
| Naz Mitrou-Long      | Pallacanestro Brescia | 1                      | —                                 |
| Osvaldas Olisevicius | Reggiana              | 1                      | —                                 |
| Andrea Pecchia       | Vanoli Cremona        | 1                      | 1                                 |
| Jason Rich           | Napoli                | 1                      | —                                 |
| Tornik'e Shengelia   | Virtus Bologna        | 1                      | —                                 |
| Marco Belinelli      | Virtus Bologna        | —                      | 2                                 |
| Matteo Spagnolo      | Vanoli Cremona        | —                      | 2                                 |
| Matteo Imbrò         | Treviso Basket        | —                      | 1                                 |
| Alessandro Pajola    | Virtus Bologna        | —                      | 1                                 |
| Giuseppe Poeta       | Vanoli Cremona        | —                      | 1                                 |
| Gabriele Procida     | Fortitudo Bologna     | —                      | 1                                 |
| Riccardo Visconti    | N.B. Brindisi         | —                      | 1                                 |

| Squadra               | Premio MVP di giornata | Premio "The Best ITA" di giornata |
| --------------------- | ---------------------- | --------------------------------- |
| N.B. Brindisi         | 5                      | 3                                 |
| Pallacanestro Brescia | 4                      | 6                                 |
| Reggiana              | 4                      | 5                                 |
| Virtus Bologna        | 4                      | 3                                 |
| Napoli                | 3                      | 0                                 |
| Pallacanestro Trieste | 3                      | 0                                 |
| Dinamo Sassari        | 2                      | 0                                 |
| Vanoli Cremona        | 1                      | 4                                 |
| Pallacanestro Varese  | 1                      | 3                                 |
| Olimpia Milano        | 1                      | 2                                 |
| Derthona Basket       | 1                      | 1                                 |
| Fortitudo Bologna     | 0                      | 1                                 |
| Treviso Basket        | 0                      | 1                                 |
| Reyer Venezia         | 0                      | 0                                 |
| V.L. Pesaro           | 0                      | 0                                 |
| Aquila Trento         | 0                      | 0                                 |

#### LBA Awards
| Premio                     | Giocatore          | Squadra         |
| -------------------------- | ------------------ | --------------- |
| MVP UnipolSai              | Amedeo Della Valle | Brescia         |
| Miglior Italiano           | Amedeo Della Valle | Brescia         |
| Miglior Under-22 IBSA      | Matteo Spagnolo    | Vanoli Cremona  |
| Miglior Difensore SNAIPAI  | Alessandro Pajola  | Virtus Bologna  |
| Miglior Sesto Uomo         | Marco Belinelli    | Virtus Bologna  |
| Giocatore Rivelazione      | J.P. Macura        | Derthona Basket |
| Rookie dell'anno UMANA     | Naz Mitrou-Long    | Brescia         |
| Miglior allenatore         | Alessandro Magro   | Brescia         |
| Migliore dirigente         | Marco De Benedetto | Brescia         |
| Miglior Progetto Marketing | –                  | Olimpia Milano  |

| Miglior Quintetto FASTWEB stagione regolare | Miglior Quintetto FASTWEB stagione regolare |
| ------------------------------------------- | ------------------------------------------- |
| Andrea Cinciarini                           | Pall. Reggiana                              |
| Amedeo Della Valle                          | Brescia                                     |
| Kyle Weems                                  | Virtus Bologna                              |
| Nicolò Melli                                | Olimpia Milano                              |
| Tyrique Jones                               | V.L. Pesaro                                 |

Fonte:  Premi, in LegaBasket.

### Playoff

#### Miglior giocatore del turno di playoff
| Giornata         | Giocatore        | Squadra        | Note   |
| ---------------- | ---------------- | -------------- | ------ |
| Quarti di finale | Miro Bilan       | Dinamo Sassari | [ 73 ] |
| Semifinali       | Sergio Rodríguez | Olimpia Milano | [ 74 ] |
| Finali           | Shavon Shields   | Olimpia Milano | [ 75 ] |

#### Miglior giocatore Italiano del turno di playoff
| Giornata         | Giocatore       | Squadra        | Note   |
| ---------------- | --------------- | -------------- | ------ |
| Quarti di finale | Marco Belinelli | Virtus Bologna | [ 76 ] |
| Semifinali       | Marco Belinelli | Virtus Bologna | [ 77 ] |
| Finali           | Nicolò Melli    | Olimpia Milano | [ 78 ] |

#### Dream Team
| Quarti di finale | Quarti di finale | Semifinali         | Semifinali     | Finali           | Finali         |
| ---------------- | ---------------- | ------------------ | -------------- | ---------------- | -------------- |
| Naz Mitrou-Long  | Brescia          | Sergio Rodríguez   | Olimpia Milano | Sergio Rodríguez | Olimpia Milano |
| Marco Belinelli  | Virtus Bologna   | Shavon Shields     | Olimpia Milano | Miloš Teodosić   | Virtus Bologna |
| Jason Burnell    | Dinamo Sassari   | Marco Belinelli    | Virtus Bologna | Shavon Shields   | Olimpia Milano |
| Kyle Weems       | Virtus Bologna   | Tornik'e Shengelia | Virtus Bologna | Nicolò Melli     | Olimpia Milano |
| Miro Bilan       | Dinamo Sassari   | Mouhammadou Jaiteh | Virtus Bologna | Kyle Hines       | Olimpia Milano |

## Arbitri
Il 19 luglio 2021 la FIP, su parere del Comitato Italiano Arbitri, ha pubblicato la lista arbitrale dei Campionati di Serie A, per la stagione 2021-2022
| Nome                        | Città         |
| --------------------------- | ------------- |
| Beniamino Manuel Attard     | Siracusa      |
| Lorenzo Baldini             | Firenze       |
| Mark Bartoli                | Trieste       |
| Roberto Begnis              | Cremona       |
| Gabriele Bettini            | Bologna       |
| Andrea Bongiorni            | Pisa          |
| Matteo Boninsegna           | Milano        |
| Denny Borgioni              | Roma          |
| Christian Borgo             | Vicenza       |
| Federico Brindisi           | Torino        |
| Gianluca Capotorto          | Roma          |
| Marco Catani                | Pescara       |
| Guido Federico Di Francesco | Teramo        |
| Giacomo Dori                | Venezia       |
| Martino Galasso             | Siena         |
| Guido Giovannetti           | Terni         |
| Edoardo Gonella             | Genova        |
| Valerio Grigioni            | Roma          |
| Saverio Lanzarini           | Bologna       |
| Carmelo Lo Guzzo            | Pisa          |
| Alessandro Martolini        | Roma          |
| Silvia Marziali             | Roma          |
| Manuel Mazzoni              | Grosseto      |
| Alessandro Nicolini         | Palermo       |
| Sergio Noce                 | Latina        |
| Fabrizio Paglialunga        | Taranto       |
| Carmelo Paternicò           | Enna          |
| Giulio Pepponi              | Perugia       |
| Alessandro Perciavalle      | Torino        |
| Marco Pierantozzi           | Ascoli Piceno |
| Denis Quarta                | Torino        |
| Michele Rossi               | Arezzo        |
| Tolga Özge Sahin            | Messina       |
| Andrea Valzani              | Milano        |
| Alessandro Vicino           | Bologna       |
| Marco Vita                  | Ancona        |

## Squadre italiane nelle competizioni europee
Aggiornato al 11 maggio 2022.
| Squadra                     | Competizione     | Andamento (Vinte - Perse) |
| --------------------------- | ---------------- | ------------------------- |
| A\|X Armani Exchange Milano | Euroleague       | Play-off (20-12)          |
| Segafredo Virtus Bologna    | Eurocup          | Vincitrice (15-7)         |
| Umana Reyer Venezia         | Eurocup          | Ottavi di finale (9-10)   |
| Dolomiti Energia Trento     | Eurocup          | Regular season (1-15)     |
| Nutribullet Treviso Basket  | Champions League | Top 16 (9-8)              |
| Happy Casa Brindisi         | Champions League | Regular season (1-5)      |
| Banco di Sardegna Sassari   | Champions League | Regular season (1-5)      |
| UNA Hotels Reggio Emilia    | FIBA Europe Cup  | Finalista (12-6)          |